# L'Havana
L'Havana (en castellà La Habana) és la capital de la República de Cuba, la seva ciutat més gran, principal port i centre econòmic i cultural. És la seu oficial dels òrgans superiors legislatiu, executiu i judicial de l'Estat, de tots els organismes centrals i de gairebé la totalitat d'empreses i associacions d'àmbit nacional. A més reuneix la major quantitat de sucursals i cases matrius de les entitats estrangeres, radicades a Cuba. És també coneguda pel nom fundacional de Vila de Sant Cristòfor de l'Havana.
Va ser fundada el 16 novembre 1519 pel conqueridor espanyol Diego Velázquez de Cuéllar. El seu centre històric ha estat declarada Patrimoni de la Humanitat per la UNESCO. És la ciutat més poblada del Carib (2,2 milions d'habitants). La seva àrea metropolitana té més de 750 km².

## Toponímia
Encara que hi ha diverses hipòtesis sobre l'origen indígena d'aquesta designació, la més acceptada suggereix que el nom de la vila es deriva d'un cacic dels taïnos anomenat Habaguanex, que controlava la zona del seu primer assentament.
Altres versions consideren que prové d'una corrupció de la paraula taïna sabana, pronunciada en el dialecte dels arawaks occidentals cubans com khabana, la qual va passar a l'espanyol actual amb el seu significat original. Aparentment així denominaven els aborígens a la comarca del sud de l'Havana i Matanzas, que és una gran plana. Una altra tesi menys probable planteja que ve de haven, que significa 'port' o 'ancoratge' en les llengües germàniques. També es diu que prové de la paraula aruaca abana, que volia dir 'ella està boja'; fent referència a la llegenda d'una índia anomenada Guara.
Vuelta Abajo és el nom vulgar amb el qual des del segle xviii es designa l'antiga jurisdicció de l'Havana i tot el territori situat a l'oest del meridià de la capital. Per contraposició, s'anomenà Vuelta Arriba el territori a l'est de l'Havana. Ambdós noms encara són usats, sobretot com a designació de procedència del tabac.

## Història

### Fundació

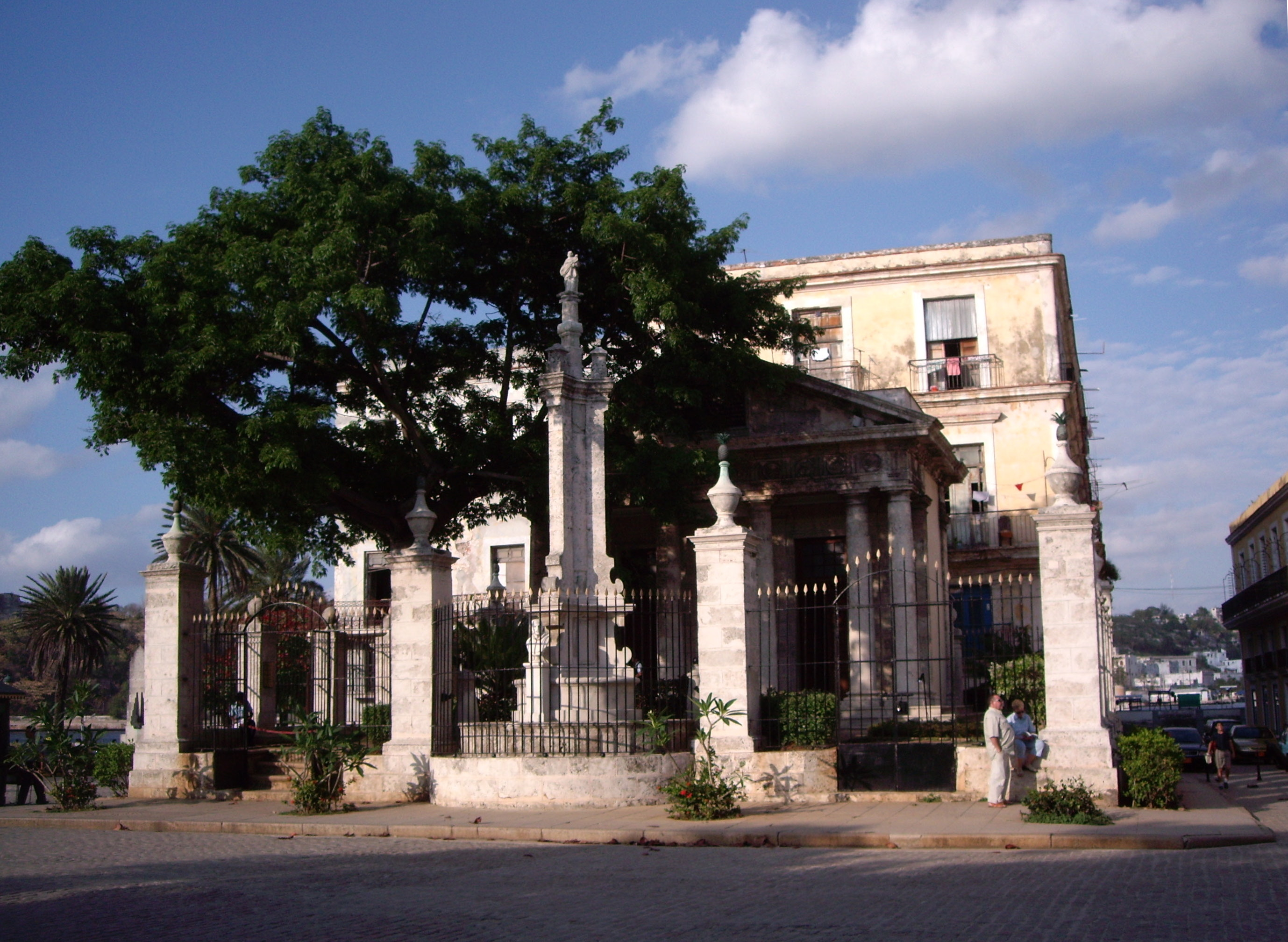
El Templete, lloc on es va celebrar la primera missa i el primer capítol de l'Havana en la seva actual ubicació.

L'Havana va ser la sisena vila fundada per la Corona Espanyola a l'illa de Cuba, anomenada San Cristóbal de La Habana, potser perquè era el patró dels navegants, i l'Havana, com toponímic indígena. A la Plaza de Armas, que va ser en l'època colonial el centre de la vida oficial i pública de la ciutat, s'alça un monument anomenat El Templete, que commemora la fundació de la vila en aquest lloc el 1519. En la seva columna commemorativa hi ha una inscripció en llatí, gairebé esborrada, que traduïm com segueix:
| « | Atura el pas, caminant, adorna aquest lloc amb un arbre, una ceiba frondosa, més aviat diré signe memorable de la prudència i antiga religió de la jove ciutat, ja que certament sota la seva ombra va ser immolat solemnement en aquesta ciutat l'autor de la salut. Va ser tinguda per primera vegada la reunió dels prudents regidors fa ja més de dos segles: era conservat per una tradició perpètua: però, va cedir al temps. Veuràs una imatge feta avui a la pedra, és a dir l'últim de novembre en l'any 1754 | » |

En aquest lloc, sota una ceiba, es va celebrar la primera missa i el Cabildo va rebre la guarda i custòdia dels furs i privilegis de la vila de l'Havana, segons costum i usança de les lleis de Castella. La columna commemorativa va ser erigida pel governador don Francisco Cagigal de la Vega el 1754, quan la ceiba no es va poder sostenir més.

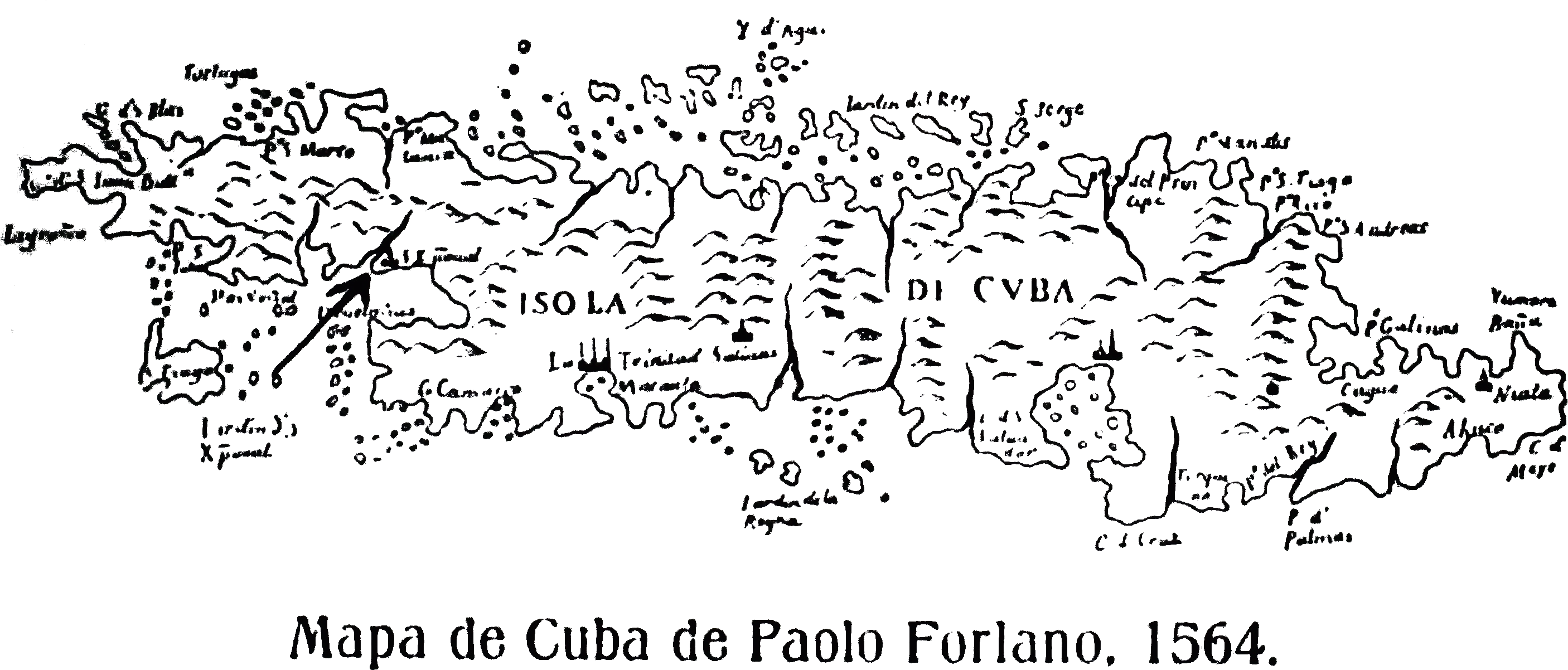
Mapa de Cuba de 1564

 Tanmateix, abans de la fundació de l'Havana, en el seu emplaçament actual, la ciutat va tenir, entre 1514 i 1519, almenys dos assentaments diferents: l'original de 1514, que un dels primers mapes de Cuba (Paolo Forlano, 1564) la situa a la desembocadura del riu Onicaxinal prop de la Platja Mayabeque, a la costa sud de Cuba i un altre assentament en La Chorrera, al costat del riu Almendares, que els indis anomenaven Casiguaguas, on els fundadors van tractar de fer una represa de les aigües, conservant-se en l'actualitat els murs de contenció d'aquesta obra hidràulica, la més antiga del Carib.

### Segles XVI al XVIII
L'Havana va ressorgir en diverses ocasions dels enderrocs i cendres a què la reduïen de tant en tant els pirates i corsaris francesos durant la primera meitat del segle xvi, fins que en 1561 la Corona disposa que la ciutat sigui el lloc de concentració de les naus espanyoles procedents de les colònies americanes abans de partir cap a la travessia de l'oceà, de manera que es construeixen defenses militars a l'entrada de la badia de l'Havana i en llocs estratègics i aconsegueixen fer-ne la ciutat millor defensada del Nou Món.
Or i plata, llana d'alpaca dels Andes, maragdes de Colòmbia, caobes de Cuba i Guatemala, cuirs de la Guajira, espècies, pal de tint de Campeche, blat de moro, patates, mandioca, cacau són les matèries primeres que arriben en els velers al port millor protegit d'Amèrica, entre març i agost, per formar els grans combois que, custodiats per les naus militars, parteixen en dies assenyalats rumb a Espanya.
Amb ells, milers de marins, funcionaris, colons, comerciants, aventurers arriben a la incipient ciutat, que creix des del port a ritme vertiginós.

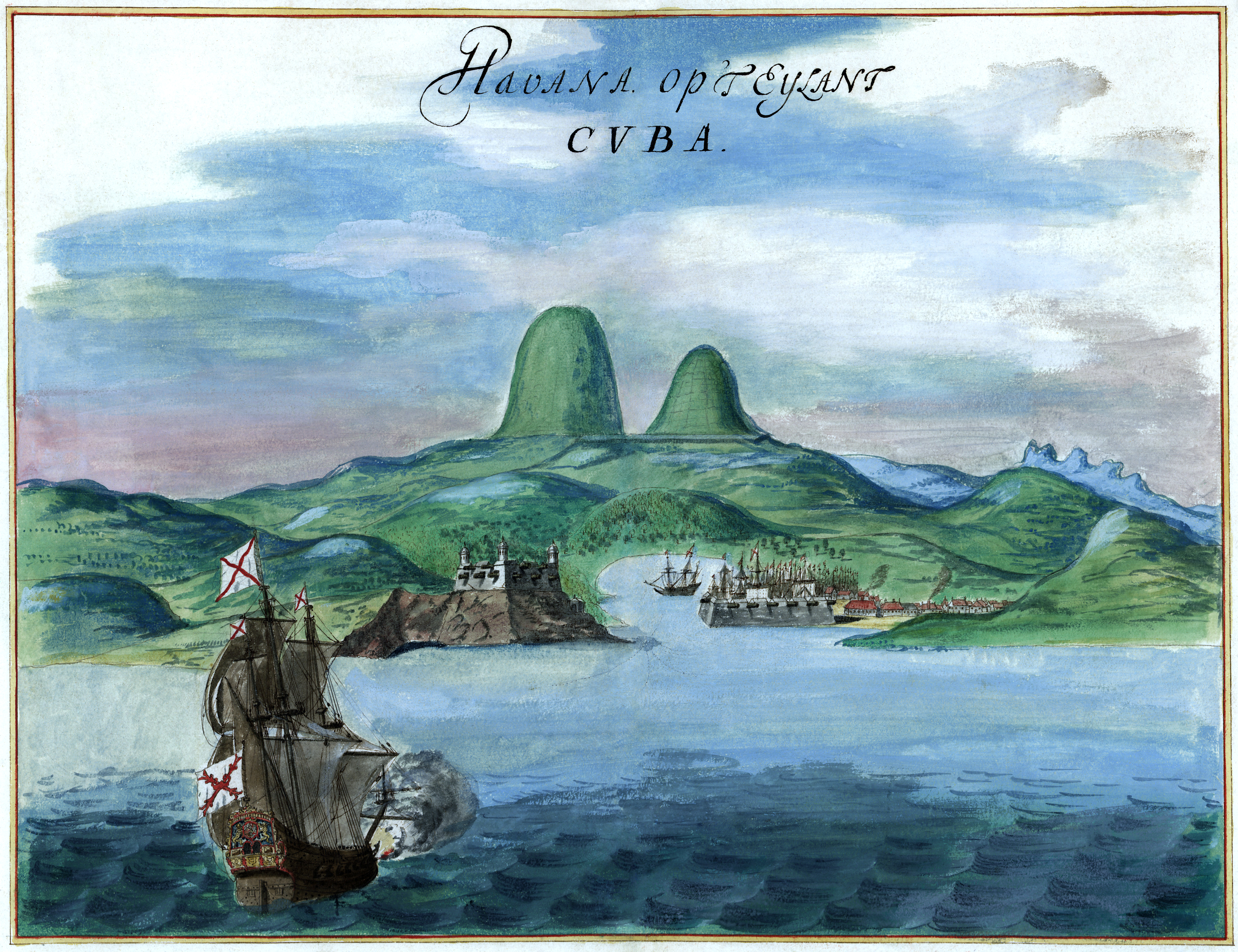
Oli del port de l'Havana (1639).

El dia 20 de desembre de l'any 1592, Felip II confereix a l'Havana el títol de ciutat, vint anys després que el governador de Cuba traslladés allà la seva residència oficial des de Santiago de Cuba, seu fins llavors del govern de l'illa.
La importància estratègica de l'Havana i les riqueses que a ella arriben i d'ella parteixen la converteixen en cobejat objectiu de pirates i galions amb patent de cors de les potències enemigues de la Corona Espanyola.

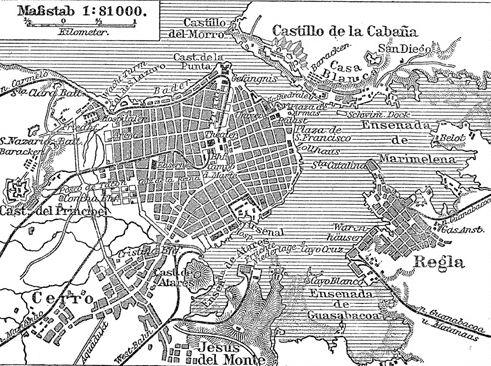
Mapa alemany de l'Havana, datat el 1888.

L'Havana es fortifica durant el segle xvii per mandat dels reis que la subscriuen com "Clau del Nou Món i Antemural de les Índies Occidentals". Alhora, la ciutat s'edifica amb els materials més abundants de l'illa: les fustes, que proporcionen a l'arquitectura de l'època un encant peculiar en combinació amb els estils arribats de la península Ibèrica i, molt profusament, de Canàries.
En 1649 una epidèmia de pesta arribada de Cartagena d'Índies, Colòmbia, extermina a una tercera part de la població havanera. El 30 de novembre de 1665, la reina Maria Anna d'Àustria, vídua de Felip IV, ratifica l'escut antic de Cuba, que tenia com símbols heràldics els tres primers castells de la ciutat: el de la Reial Força, el dels Tres Sants Reis del Morro i el de Sant Salvador de la Punta, com tres torres de plata sobre camp blau. A més, una clau d'or que simbolitzava el títol de "Clau del Nou Món", concedit des d'antic a la ciutat.

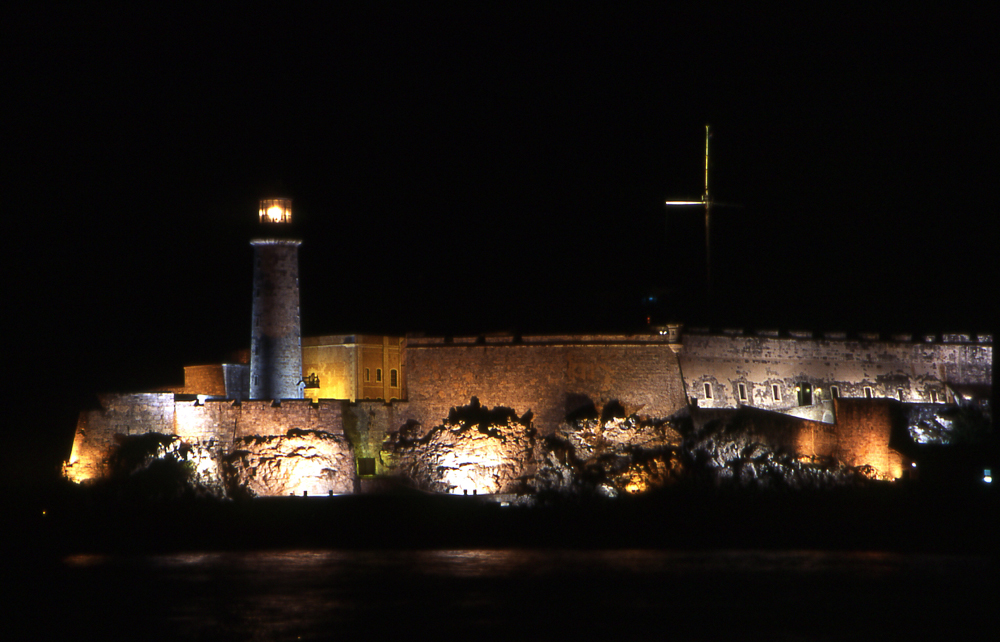
El Far, al costat del castell dels Tres Reis del Morro, s'ha convertit en símbol de l'Havana, capital de tots els cubans.

Durant el segle xvii la ciutat s'engrandeix amb construccions monumentals civils i religioses. S'erigeix el convent de Sant Agustí, es conclou el castell del Morro, i es construeixen l'ermita del Humilladero, la font de la Dorotea de la Lluna a La Chorrera, l'església del Sant Àngel Custodi, l'hospital de Sant Llàtzer, el monestir de Santa Teresa, el convent de Sant Felip Neri, i el 1728 es funda la Real i Pontifícia Universitat de Sant Jeroni al convent de Sant Joan del Laterà.
A mitjan segle xviii, l'Havana té més de 70.000 habitants. El 6 de juny de 1762, a l'alba, va aparèixer una impressionant armada britànica, amb més de 50 vaixells de guerra i 14.000 homes. Per prendre la ciutat, els anglesos van haver de rendir el Castell del Morro, defensat per una decidida guarnició al capdavant del capità de vaixell Luis Vicente de Velasco y Illa i el Marquès Vicente Gómez. L'Havana va caure després de dos mesos de setge. En prendre possessió de la ciutat, els anglesos també van capturar la flota espanyola que havia quedat atrapada a la badia de l'Havana, composta per nou vaixells de línia de 74 i 64 canons, més de 25 vaixells mercants carregats amb tota mena de provisions, tres milions de pesos pertanyents a la Companyia Reial i grans quantitats de provisions emmagatzemades a La Ciutat. Sir Georges Keppel la va governar durant onze mesos, fins a mitjans de 1763, data en què els britànics van tornar l'Havana als espanyols, a canvi de Florida. A aquest període es remunten la llibertat de comerç i la de culte.
En 1763, sota l'administració d'Ambrosio de Funes Villalpando y Abarca de Bolea es va començar la construcció de la Fortalesa de San Carlos de la Cabaña, la major de les construïdes per Espanya en el Nou Món, que va apuntalar el sistema defensiu de l'Havana després de l'ocupació anglesa. Les obres es van perllongar per més d'onze anys i amb un cost tan enorme per al seu temps que es diu que Carles III, rei d'Espanya, va treure el cap a la finestra del seu palau amb un telescopi perquè li indiquessin on es trobava tan cara construcció. La seva ubicació privilegiada la convertia en un bastió inexpugnable. Comptava amb un elevat nombre de canons, fosos a Barcelona al segle xviii, que segueixen guardant simbòlicament l'entrada de la Badia de l'Havana.
En 1774 es realitza el primer cens oficial de Cuba: 171.670 habitants, dels quals 44.333 són esclaus. Entre 1789 i 1790 es divideix la diòcesi de Cuba: s'erigeix en catedral l'Església Major de l'Havana mentre que l'antiga mitra roman a Santiago de Cuba. Sis anys més tard, el 15 de gener de 1796, arriben a l'Havana les restes de Cristòfor Colom procedents de Santo Domingo.

### Segles XIX i XX

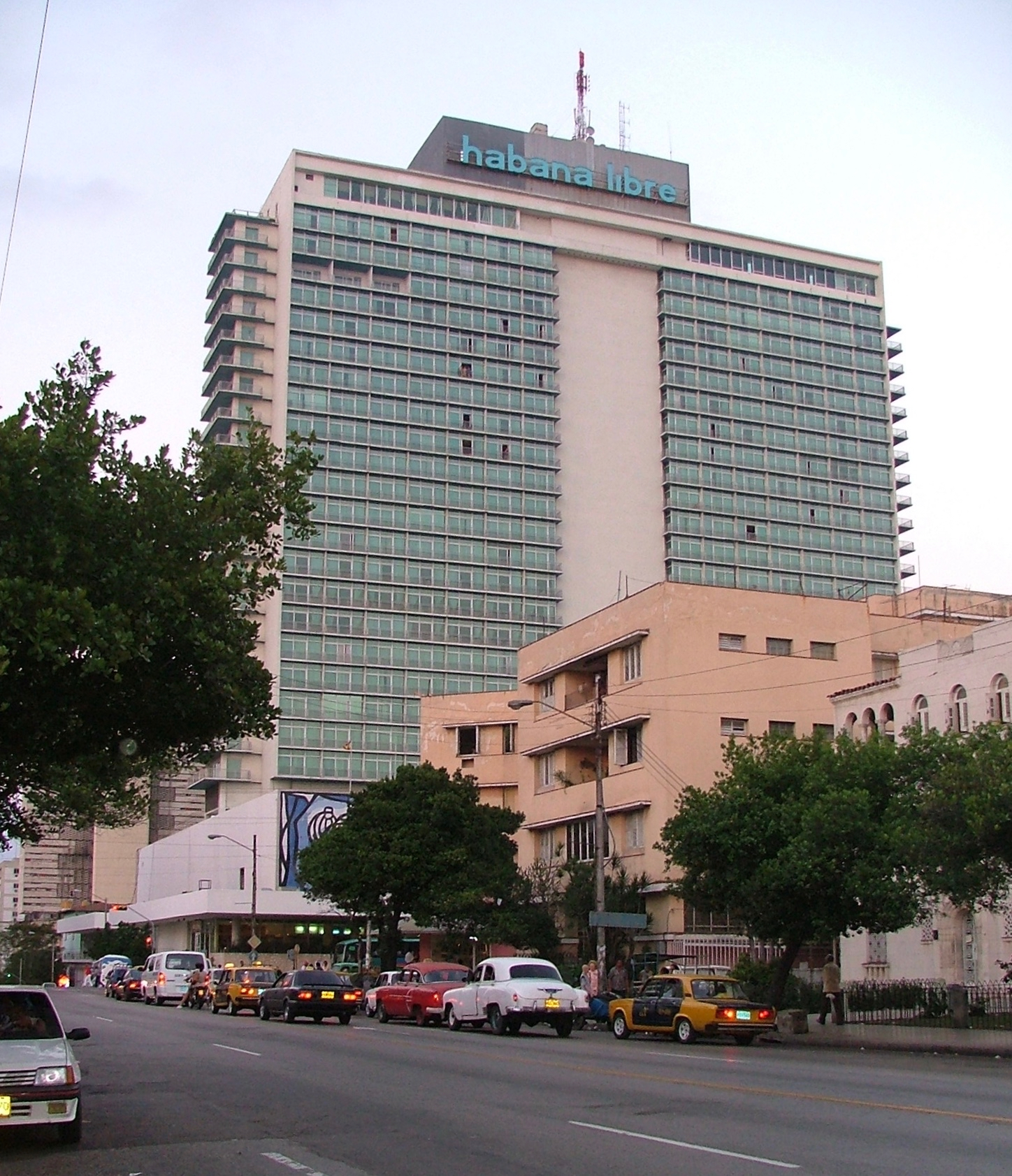
Hotel Habana Libre (antic Havana Hilton), situat a la cantonada més cèntrica del Vedado.

El segle xix s'obre amb l'arribada a l'Havana d'Alexander von Humboldt, qui queda impressionat per la vitalitat del port havanés. L'any 1837 s'inaugura el primer tram de ferrocarril, de 51 km, entre l'Havana i Güines, que s'usa per al transport de sucre des de la vall de Güines fins al port de la ciutat. Aquest tram de 27,2 km es va completar al poble de Bejucal i l'any següent la línia va arribar fins Güines. Amb això Espanya es converteix en el cinquè país del món en tenir ferrocarril (ja que Cuba pertanyia aleshores a Espanya) i el primer dels de parla espanyola i de Llatinoamèrica.
Al llarg del segle xix, l'Havana s'enriqueix amb centres culturals, com el Teatre Tacón, un dels més luxosos del món i seu del Centre Gallec de l'Havana, el Liceu Artístic i Literari, el teatre Coliseu. Visita la ciutat Garibaldi sota el nom de Giuseppe Pani i se succeeixen les conspiracions de patriotes independentistes al mateix ritme que l'autoritat de la Corona les reprimeix i sufoca.
Cap a la dècada de 1850, el desenvolupament de la indústria sucrera, el ferrocarril, la indústria tabaquera, entre d'altres, van produir una puixant economia que va portar a Cuba a ser un país enormement ric. En la dècada de 1860 Cuba era més rica que mai, i l'Havana va ser el viu reflex d'aquesta riquesa i prosperitat. En 1863, les muralles de la ciutat van ser enderrocades perquè es pogués ampliar l'urbs i construir nous i esplèndids edificis. A final del segle xix, les classes benestants es van traslladar a l'elegant barri del Vedado, amb les seves nombroses "quintas" (cases d'esbarjo) i palauets.
Cap a la fi del segle xix, l'Havana, després de dues guerres d'independència llançades pels patriotes cubans, viu els últims moments de la colonització espanyola a Amèrica, que es tanca definitivament quan el cuirassat nord-americà Maine és enfonsat en el seu port, segons últimes investigacions accidentalment, donant als Estats Units el pretext per envair l'illa. El canvi de segle transcorre a l'Havana i, per tant, a Cuba, sota l'ocupació i el govern dels Estats Units i el 20 de maig de 1902, passen els poders del govern a mans cubanes, quan simbòlicament s'hissa l'ensenya nacional, al Castell dels Tres Reis del Morro, però fins a 1959 la influència dels Estats Units serà constant i decisiva, sobretot econòmicament.

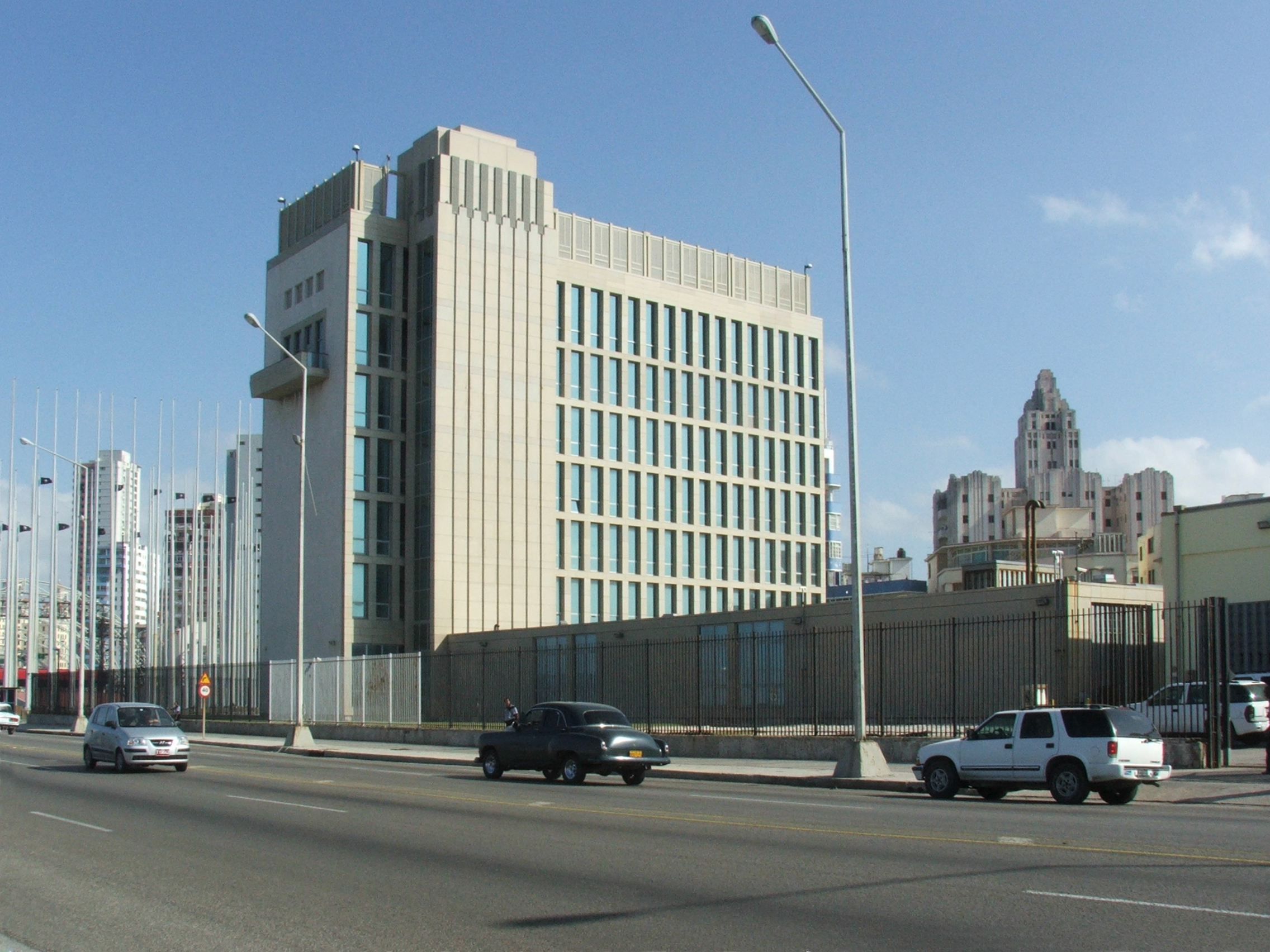
Antiga ambaixada dels EUA, avui Oficina d'Interessos dels EUA.

En els anys 20 durant la prohibició dels Estats Units, L'Havana es va convertir en una destinació popular per les vacances dels americans.
Sota la influència nord-americana, la ciutat va créixer i es va enriquir amb nombrosos edificis a la dècada de 1930, quan es construeixen sumptuosos hotels, casinos i esplèndids clubs nocturns. Exemples d'aquestes construccions són el Focsa, l'Havana Hilton (nomenat actualment Havana Lliure) i l'Hotel Nacional de Cuba.
Santo Trafficante, Jr. porta la ruleta del Sans-Souci, Meyer Lansky dirigeix el Riviera, i Lucky Luciano, el Nacional. Tanmateix, els barris de barraques que envoltaven la ciutat es desenvolupaven al mateix ritme. L'Havana va esdevenir capital del joc i de la corrupció. Una galeria de retrats en blanc i negre de personatges d'aquella època adorna, avui encara, els murs del bar del Nacional. Es pot veure a Frank Sinatra i Ava Gardner, al torero Luis Miguel Dominguín, el primer ministre britànic Winston Churchill, a Marlene Dietrich i a Gary Cooper, i a molts altres.

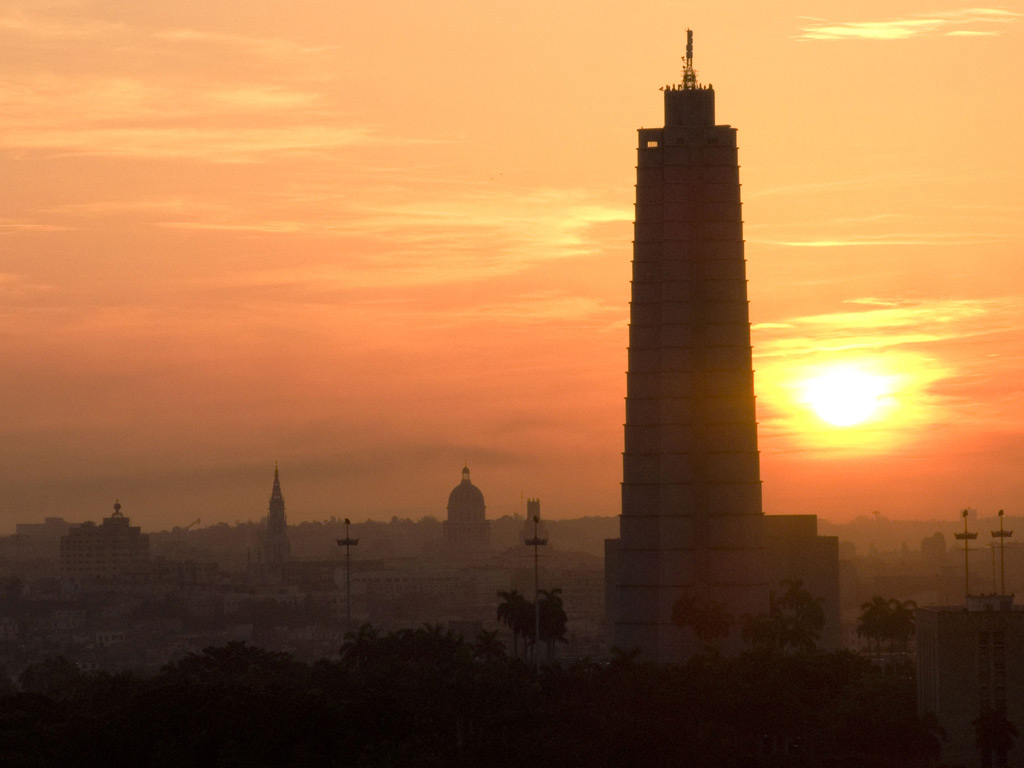
Alba a l'Havana. En primer pla, la torre del Memorial José Martí, a la Plaça de la Revolució, el punt més alt de la ciutat.

Des del triomf de la Revolució el 1959 es van fer grans transformacions socials, principalment pel que fa a l'educació, la sanitat pública, els serveis; va disminuir forma dràstica la construcció d'habitatges socials i edificis oficials. Pel que fa a la topografia de l'Havana, es pot seguir descrivint d'acord amb les mateixes grans àrees de 1958, encara que afegint alguna més.
Moltes d'aquestes transformacions es van reflectir en les construccions després de 1959. Aquestes són l'imponent Hospital Hermanos Almejeiras (per al qual es va adaptar l'edifici del Banc Nacional de Cuba que es trobava en la darrera fase el 1959), nombrosos hotels moderns com el Meliá Cohiba, Panorama o Meliá Habana (mostra d'una major preocupació pel turisme des de 1990, després de perdre el subsidi de l'URSS), que imiten les façanes dels gratacels del Primer Món.
Des de fa uns anys, el centre històric de la Ciutat de l'Havana, declarat monument nacional pel Govern Cubà el 1976 i Patrimoni de la Humanitat per la UNESCO el 1982, és objecte de restauracions, realitzades per un equip d'historiadors i arquitectes dirigits per l'Oficina de l'Historiador de l'Havana, Eusebio Leal, encarregat dels treballs de renovació. Des de gener de l'any 2011 va deixar de ser la capital administrativa de la província de l'Havana, en quedar aquesta dividida en les províncies Artemisa i Mayabeque.
L'Havana fou candidata a ser ciutat dels Jocs Olímpics d'Estiu de 2012, però va ser eliminada abans de la final.

## Llocs d'interès

### Civil

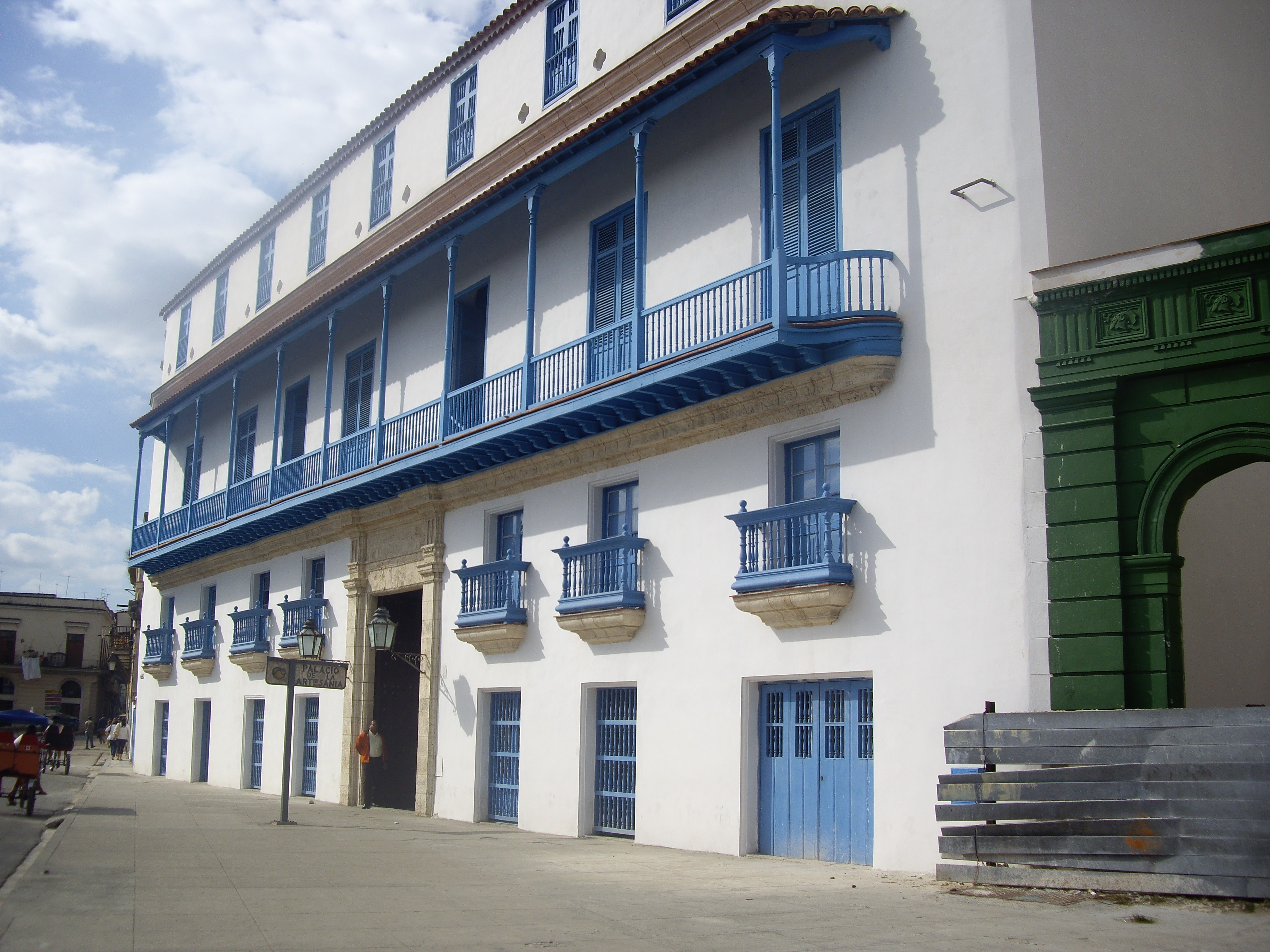
Palau Pedroso

- Palau Pedroso (en castellà Palacio Pedroso) (carrer Cuba, 64):

El palau Pedroso porta el nom de l'alcalde de l'Havana per al qual es va construir aquesta residència el 1780. Conegut també amb el nom de palau de l'Artesania, l'edifici està actualment dedicat al comerç i al turisme: a les seves sales trobem purs, rom, samarretes, discos i llibres, al pati s'ha obert un bar.

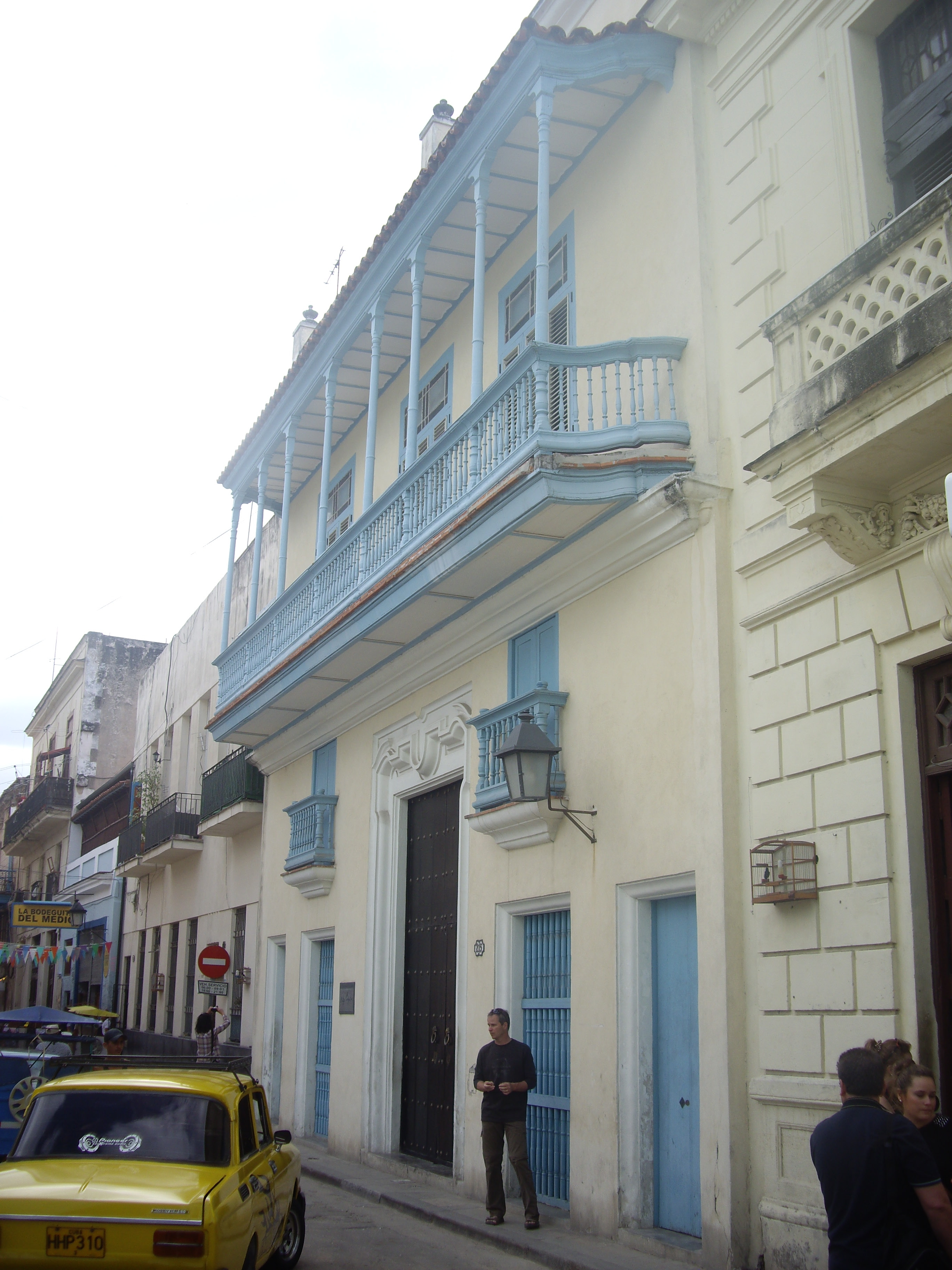
Casa de la Condesa de la Reunión

- Casa de la comtessa de la Reunión (en castellà, Casa de la Condesa de la Reunión) (Carrer Empedrado, 215):

La casa de la Comtessa de la Reunió és una bella residència colonial construïda cap a 1820. Aquesta antiga casa pairal té un agradable pati i una interessant escala, igualment conserva el seu singular balcó amb teulada, el majestuós arc que presideix el vestíbul d'entrada i els sòlids guardacoantons. Actualment acull el Centre de Promoció Cultural Alejo Carpentier, dedicat a l'obra de l'il·lustre autor cubà i en particular al seu llibre El segle de les llums.
- Bodeguita del Medio
- Casa del Marqués de Aguas Claras

- Casa del Obispo:

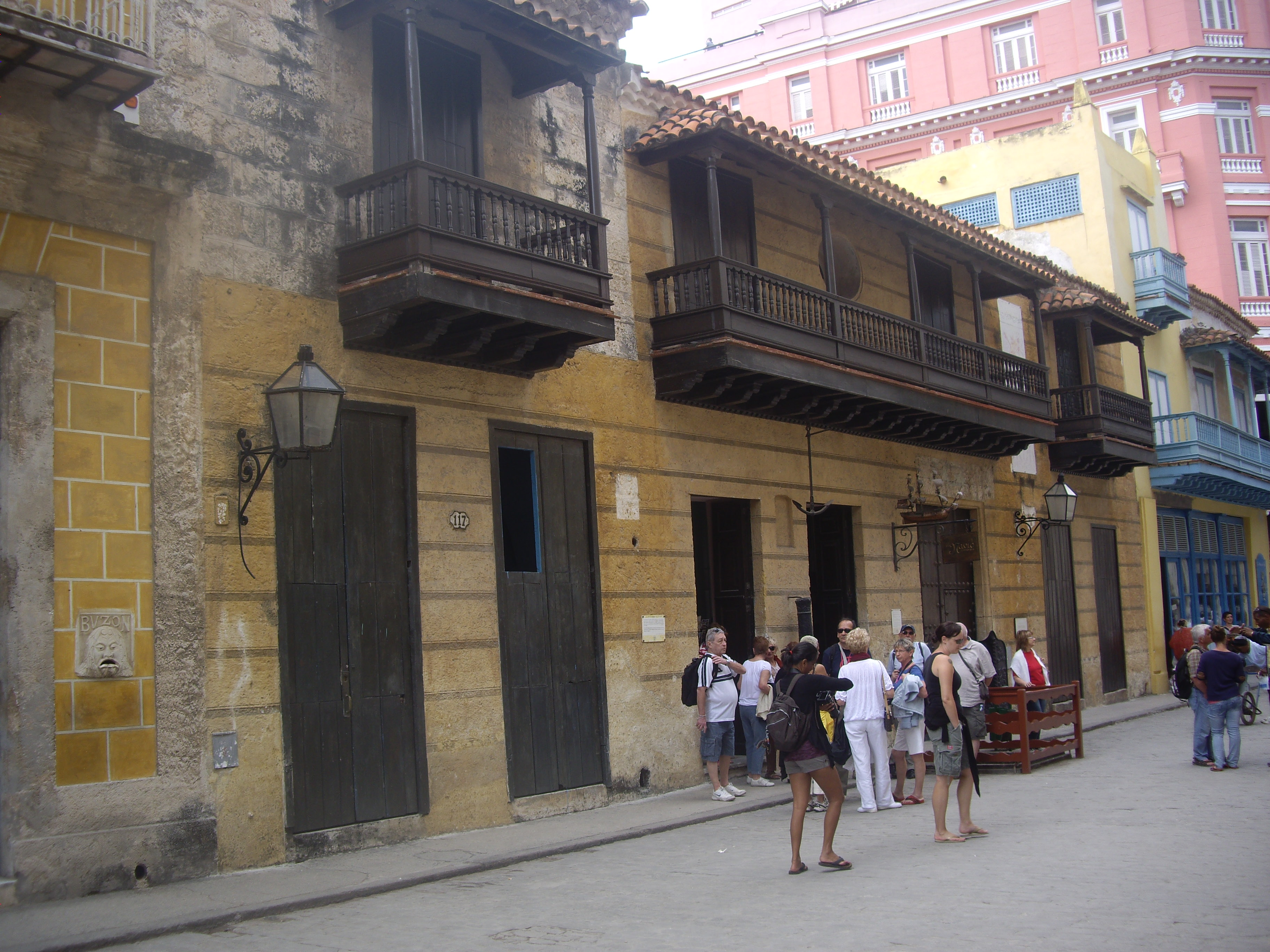
Casa del Obispo amb una bústia en forma de màscara grega

En els números 117 i 119 del carrer Obispo hi ha la Casa del Obispo, és l'habitatge més antic de l'Havana (1648) i va ser construït per a Antón Recio, Procurador general, Regidor perpetu i Batle ordinari de l'Ajuntament de l'Havana. Malgrat haver fet modificacions interiors, conserva intacta l'estructura original. Entre altres curiositats, la casa té encastat a la façana una bústia històrica amb forma de màscara grega la boca de la qual s'empassa el correu. Només hi ha un altre igual a tota la ciutat -i en tota l'illa-, situada al carrer Mercaderes, darrere la plaça de la catedral.

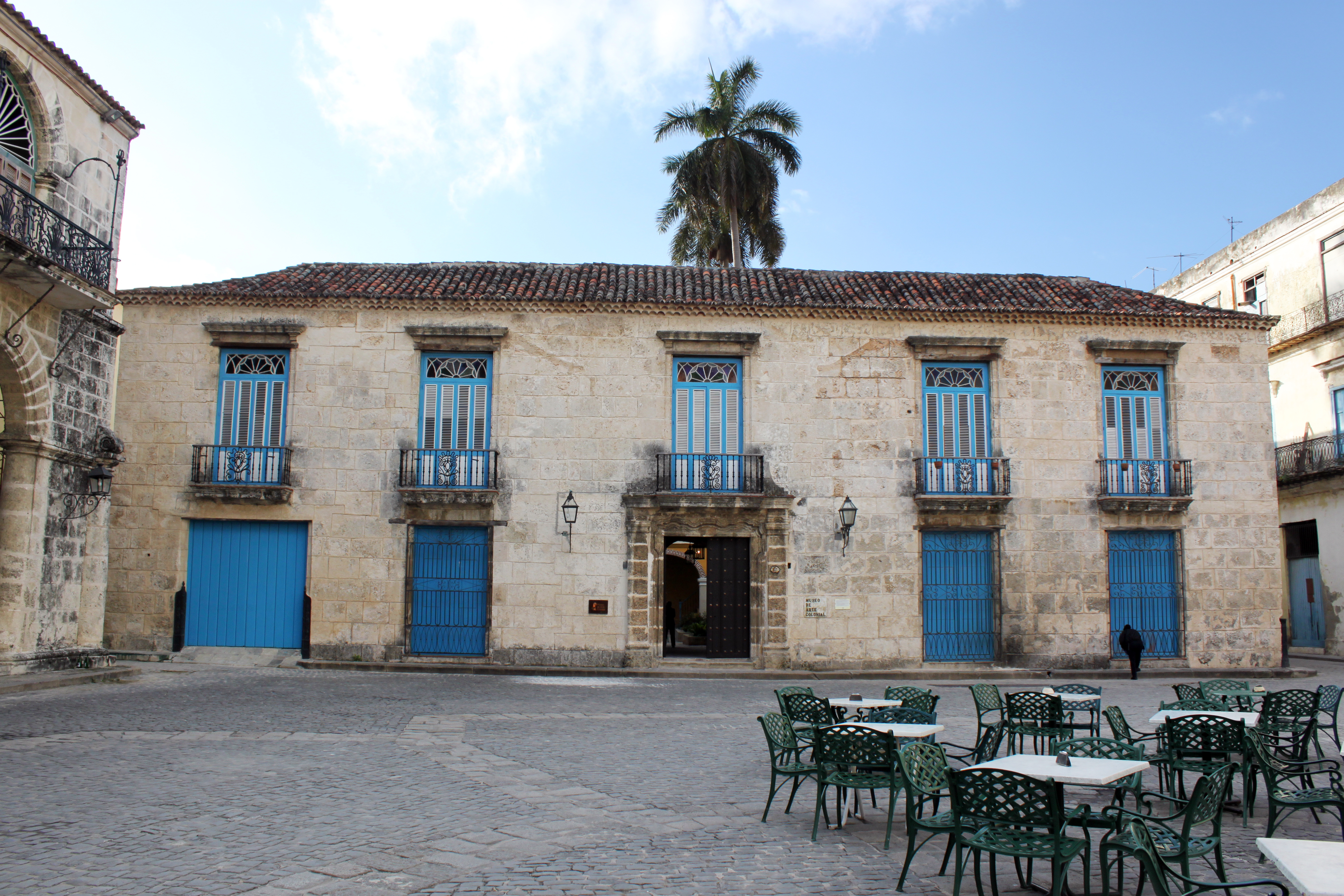
Palau dels comtes de Casa Bayona, actual Museu d'Art Colonial

- Palau dels Comtes de Casa Bayona (actual Museu d'Art Colonial):

Ostenta una llarga història d'ocupants a partir de l'any 1622. El 1726 hi vivia el seu més important propietari: el Tinent Coronel don Luis Chacón, governador de l'illa. És una casa de senzilla arquitectura, un típic casal, segons els especialistes, pel seu aspecte exterior, per la seva simètrica i regular distribució de les plantes i pels seus materials de construcció, com ara la pedra lumaquel·la, el maó vermell, les lloses de Sant Miquel i les teules criolles. La filla del propietari original es va casar amb Don José Bayona y Chacón, primer Comte de Casa Bayona, qui a la seva mort va donar la propietat al Convent de Sant Domingo.
Des de la segona meitat del segle xix fins al triomf revolucionari de 1959 va radicar en aquest immoble el Col·legi d'Escrivans, el diari La Discusión, un museu periodístic i una empresa ronera. En les últimes dècades del segle passat, tal com va reclamar l'historiador Emilio Roig de Leuchsenring, es va instal·lar el Museu d'Art Colonial, que atresora des de 1969 valuoses peces del patrimoni nacional.
Compta amb 4 sales d'exposició: 3 permanents i una transitòria que presenta habitualment exposicions relacionades amb el tema del museu o amb fons de la institució.
- Palau del Marquès d'Arcos (plaça de la Catedral):

El 1741 en aquest terreny va fer construir la seva residència el tresorer Diego Peñalver i Angulo. Més tard li va fer portals i la va ampliar per instal·lar la Tresoreria. Al segle xix va ser Casa de Correus i va pertànyer després al Liceu de l'Havana. Posteriorment es va anar subdividint per habitatges, el que va accelerar el seu deteriorament.
D'estil barroc, consta de dues façanes. L'entrada principal és pel carrer Mercaderes i l'altra dona a la plaça. L'entrada per Mercaderes té una portada central amb un balcó individual i flanquejat per altres correguts. Aquesta entrada dona a un vestíbul que condueix a una galeria que s'obre al pati central. A l'esquerra d'aquesta galeria hi ha una sumptuosa escala d'estil de palau italià.
La façana que dona a la plaça té un portal compost de cinc arcs sobre columnes dòriques i una planta sobre aquest amb un balcó corregut. Aquesta façana és asimètrica, amb tres arcs de finestrals a la dreta.
A la planta alta es distingeix l'àmplia habitació que dona al carrer Mercaders, que cobreix tota la planta.
- Palau de Lombillo:

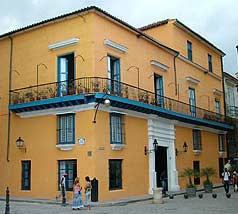
Palau de Lombillo

Del segle xvi, és un casal típicament colonial on varen habitar per més de dos segles diverses famílies, descendents en diferents enllaços dels primers pobladors de l'Havana. Amb afegits i reconstruccions a la qual varen sotmetre durant gairebé tres-cents anys.
A partir de 1903, un cop morts José Lombillo i Ramírez d'Arellanos i la seva dona, l'edifici va ser ocupat pels bufets de notables advocats de la ciutat com el doctor Ricardo Dolz. També es varen instal·lar l'Escola Municipal de Música el 1936, la secretaria de Defensa Nacional en temps del president Federico Laredo Brú, entre altres oficines del govern municipal.
El 22 desembre 1947 aquest palau passa a ser la seu de l'Oficina de l'Historiador de la Ciutat, llavors Emilio Roig de Leuchsenring. Allà va estar l'Arxiu Històric Municipal Habanero, la Biblioteca Històrica Cubana i Americana, el Museu de la Ciutat de l'Havana i les Publicacions.
Totalment restaurat, ha tornat a ser la seu de l'Oficina de l'Historiador de la Ciutat de l'Havana. Aquí es troba a més, les oficines del Pla Mestre de Revitalització Integral de l'Habana Vieja i la redacció de la revista Opus Havana.
- Palau del Segundo Cabo (L'Havana)
- Plaza de Armas
- El Templete:

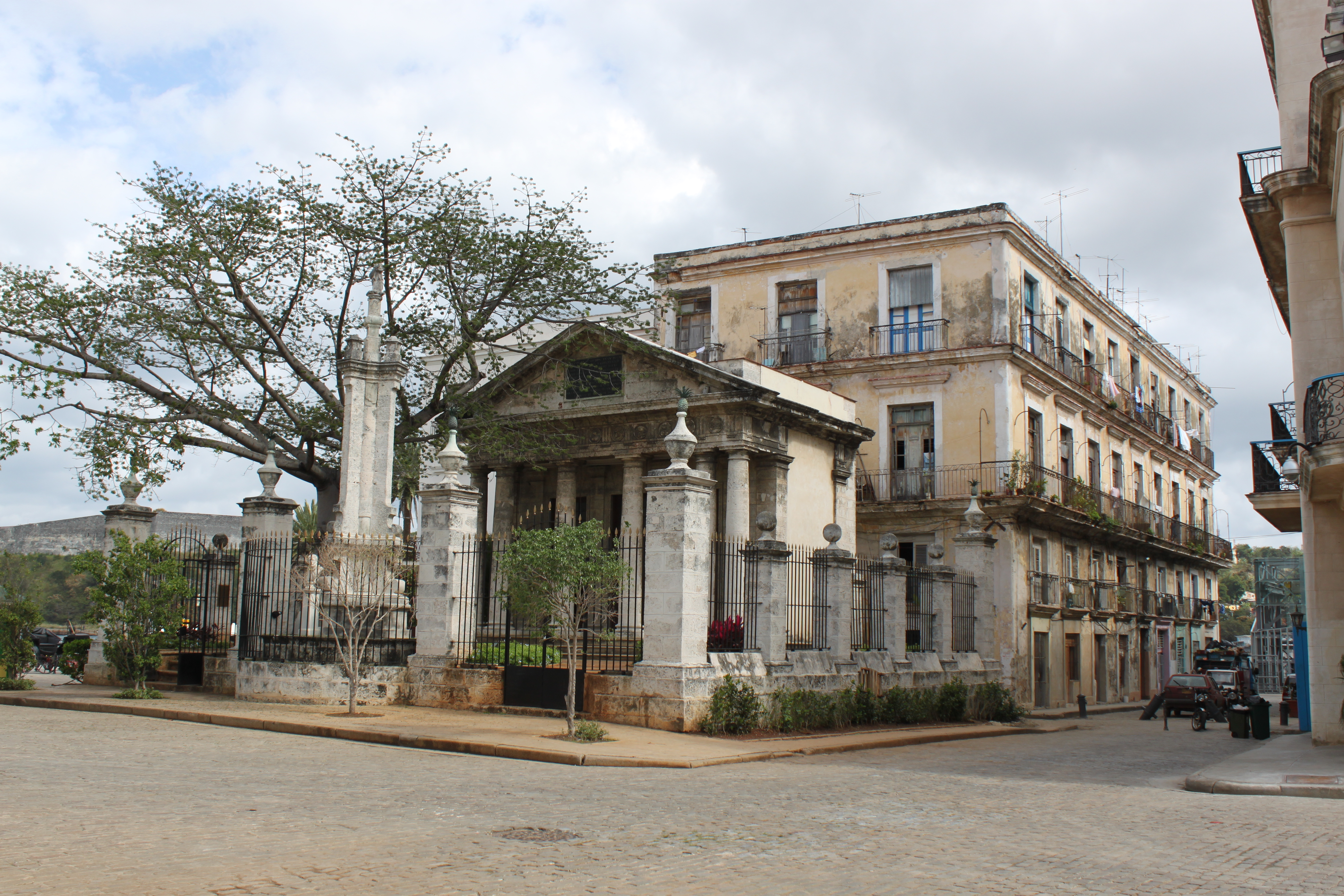
El Templete.

Petit temple grecoromà la construcció del qual es deu al coronel Antonio María de la Torre y Cárdenas, sota els auspicis del capità general i governador Francisco Dionisio Vives, i el bisbe de l'Havana Juan José Díaz de Espada y Fernández de Landa. La primera missa es va celebrar sota una ceiba semblant a la que hi ha actualment davant de l'edifici.
Les obres van culminar amb la seva inauguració el 19 de març de 1828, en homenatge a la reina Josepa Amàlia, esposa de Ferran VII. En el seu interior es van col·locar tres grans llenços, que representen una advocació a la primera missa, el primer cabildo, i un llenç central -pintat amb posterioritat- on apareix una escenificació de l'acte de benedicció del lloc i la missa del bisbe d'Espada, en presència del Capità General, l'aristocràcia i alts funcionaris del govern colonial, realitzats pel pintor francès Jean Baptiste Vermay.
- Palacio de los Capitanes Generales
- Hotel Ambos Mundos (l'Havana)

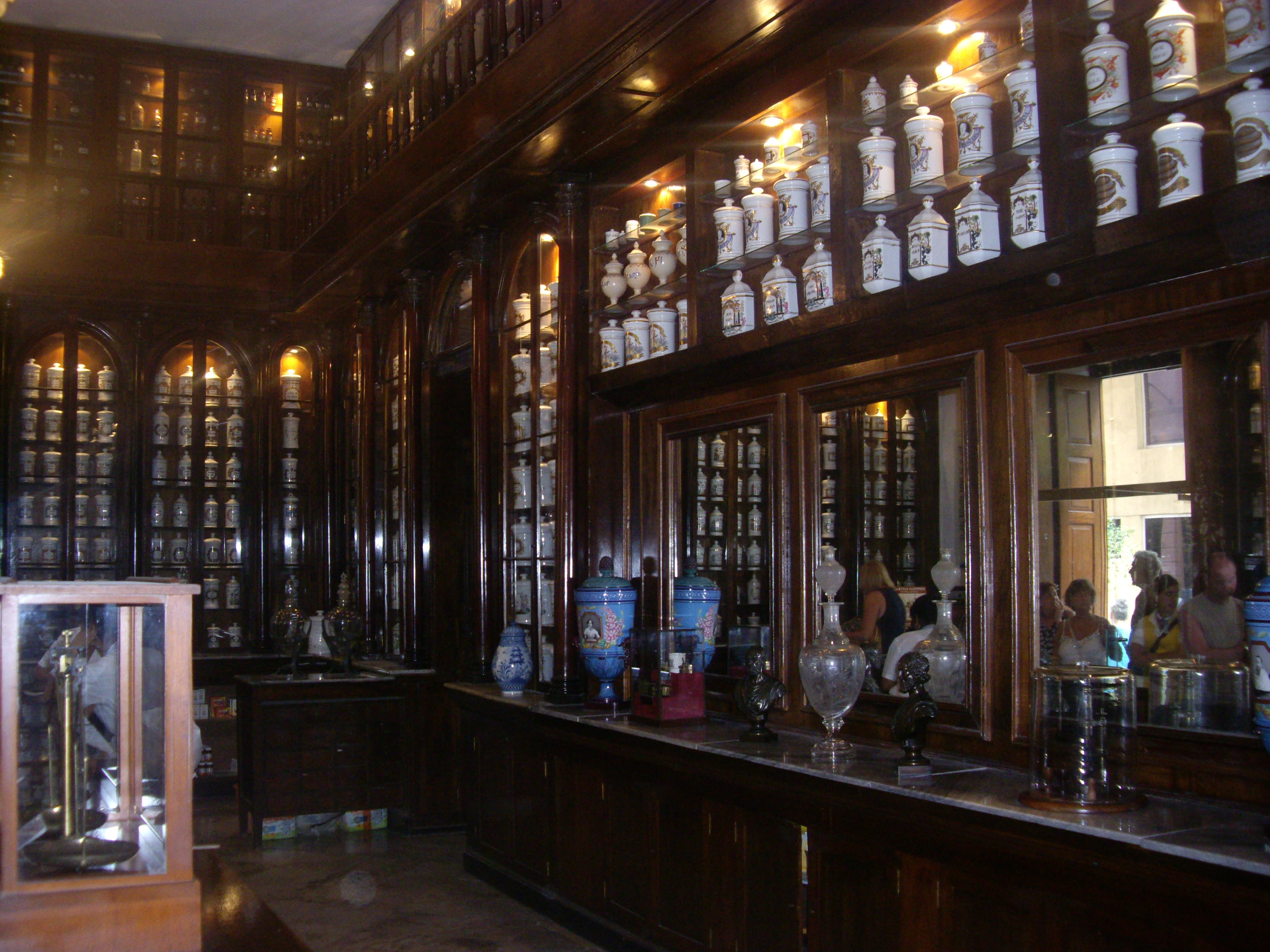
Farmàcia Taquechel

- Museu Farmacia Taquechel (carrer Obisbo, 155)

Influenciades pels avenços de la terrisseria europea del segle xviii, les farmàcies van portar a les seves prestatgeries poms de porcellana i vidre que van constituir elements decoratius en si mateixos. A aquesta distinció se li va unir la prestatgeria de caoba que va substituir als rústics armaris de pi.
Una d'aquestes farmàcies inspirades en els corrents francesos l'actual Farmàcia Taquechel, fundada per l'eminent farmacèutic Francisco Taquechel el 1898. Aquest establiment que va guanyar prestigi en la seva època per la qualitat dels seus productes i els raonables preus. L'actual Farmàcia Taquechel té una prestatgeria típica i exhibeix poms de porcellana francesa del segle xix i alguns exemplars del xviii, a més d'útils de farmàcies de l'època i llibres que arreplegaven les receptes.
La farmàcia ha esdevingut botiga i museu. La botiga ofereix una àmplia gamma de remeis naturals, medicines homeopàtiques, cosmètics, suplements dietètics i altres productes cubans. Entre els articles que distingeixen la Farmàcia Taquechel, sobresurten les cremes d'algues, mels, vitamines i minerals antioxidants, i productes derivats del cartílag de tauró i també de la calèndula.
- Gran Teatro de La Habana
- El Floridita
- Hotel Inglaterra
- Capitolio Nacional
- Plaza Vieja
- Casa del Conde de Jaruco
- Paseo del Prado
- Fàbrica de tabac Partagás
- Museu de la Revolució
- Museu Nacional de la Música
- Cementiri de Colón: Cementiri i museu a cel obert. És el més famós i gran cementiri en tota Amèrica, conegut per la seva bellesa i la magnificència de les seves escultures, és considerat com a tercer d'importància mundial, precedit només pel de Staglieno a Gènova, Itàlia, i el de Montjuïc a Barcelona, Espanya.
- El Carrer 23 en el Vedado
- Carrer Obispo: Fastuós carrer del centre històric, sempre ple de persones que acudeixen a les luxoses botigues establertes després de lobertura' dels 90. Les botigues se succeeixen una rere l'altra, amb nombroses boutiques de marques com Adidas, VIA UNO, Mango, Oscar de la Renda, etc., les vendes es realitzen únicament en pesos convertibles (CUC)
- Coney Island: Encara que actualment s'anomena "L'illa del coco", va ser un dels primers parcs temàtics de Cuba i d'Amèrica Llatina, inspirat en el mític parc novaiorquès a l'illa de Coney, és avui després d'una forta reparació, centre d'atracció a la ciutat, amb nombrosos aparells electrònics i jocs, a més de cafeteries i restaurants. Està situat a l'oest, al barri de Miramar.
- Ciutat Esportiva: En un dels llocs més coneguts de la ciutat de l'Havana, la intersecció de les avingudes Boyeros i Via Blanca, es presenta a la vista de tots els transeünts una instal·lació molt especial, la Ciutat Esportiva, que en el seu majestuós coliseu, una de les obres de major rellevància de l'enginyeria civil cubana, ha albergat durant gairebé cinc dècades un gran nombre d'esdeveniments esportius, polítics, educatius i culturales. Té, a més, estadis i un complex de piscines.
- La Font Lluminosa: Està vorejada per una àmplia rotonda on conflueixen el carrer 26, la Via Blanca i l'avinguda de Ranxo Boyeros, principal enllaç amb l'aeroport internacional José Martí. Va formar part d'un programa urbanístic que va dur a terme el denominat govern "Autèntic" del president Ramon Grau Sant Martín, a mitjans de la dècada de 1940. Memorial José Martí a la Plaça de la Revolució.

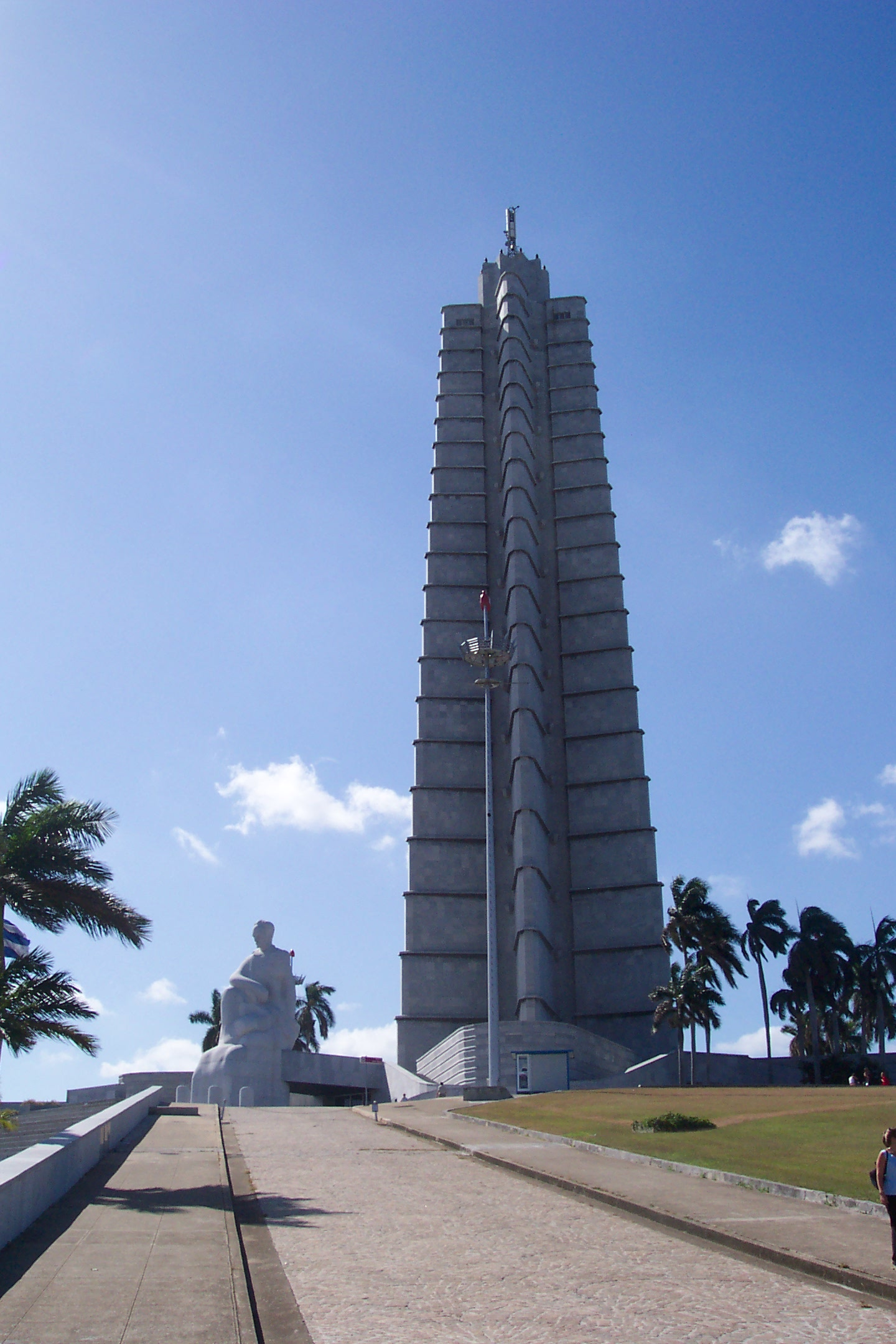
Memorial José Martí a la Plaça de la Revolució.

- Plaza Vieja
- Plaça de San Francisco de Asís
- Callejón de Hamel

### Militar
- Castell de la Real Fuerza (L'Havana)
- Castell de San Carlos de la Cabaña
- Castell dels Tres Reis del Morro

### Religiós
- Catedral de L'Havana
- Església de Sant Francesc de Paula (l'Havana)
- Convent de Sant Francesc d'Assís
- Parròquia del Sagrat del Cor de Jesús i Sant Ignasi de Loiola: Dedicada al Sagrat Cor, és l'església més alta de Cuba, i una de les més fastuoses, és d'un estil neogòtic, amb nombroses gàrgoles i torres. Sovint visitada per turistes.
- Catedral Ortodoxa nostra Senyora de Kazan (l'Havana): Concebuda per l'arquitecte rus Alexei Voronsov, es tracta d'una edificació monumental romana d'Orient, finalitzada el 2008, que abasta una àrea de 1200 metres quadrats. A la planta baixa del temple estan ubicats les àrees administratives, les habitacions del pare, el bany públic, la cuina, una sala de reunions i una sala de computació. A la part superior hi ha l'església, amb capacitat per a cinc-centes persones, que poden accedir mitjançant dues escales de granit.
- Gran Sinagoga Bet Shalom: Seu de la comunitat jueva cubana

### Institucions
- Universitat de l'Havana

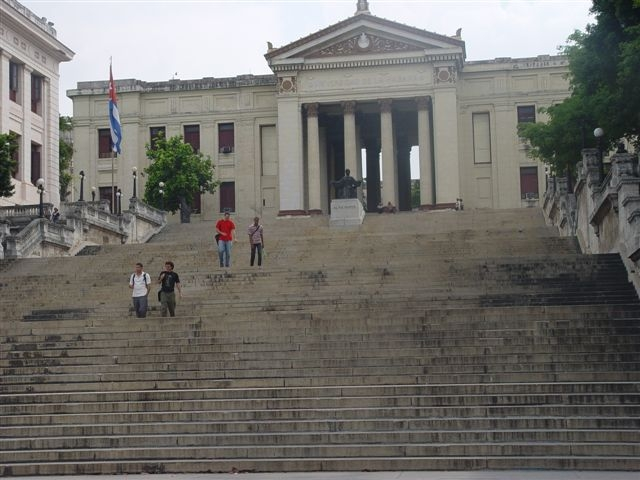
Universitat de l'Havana.

Va ser fundada el 21 de setembre de 1728 pels frares Dominics pertanyents a l'Orde de Predicadors, i és la universitat més antiga de Cuba. És també una de les primeres d'Amèrica. El seu primer nom va ser "Reial i Pontifícia Universitat de Sant Geroni de l'Havana". En aquella època les universitats necessitaven autorització real o papal, el que explica els noms Reial i Pontifícia. Els homes que van autoritzar la fundació de la universitat van ser el papa Innocenci XIII i el rei Felip V d'Espanya.
El 1842, la universitat va canviar el seu estatus per esdevenir una institució secular, reial i literària. El seu nom es va canviar a Reial i Literària Universitat de l'Havana i després, en temps republicans, el nom es va canviar a Universitat Nacional.
La universitat va ser inicialment establerta en el convent de Sant Joan del Laterà avui desaparegut i situat al nucli històric colonial de la ciutat (en el qual ara es coneix com l'Havana Vella).
Els interiors de l'Aula Magna de la Universitat de l'Havana on reposen les restes del pensador cubà Félix Varela, van ser decorats per l'artista cubà Armando Menocal, aquests representen o fan al·legoria a les principals facultats que existien en l'època, la Medicina, la Ciència, l'Art, el Pensament, les Arts liberals, la Literatura, i el Dret.
Les seves majestuoses escales varen ser escenaris de manifestacions estudiantils durant les dictadures de Machado i de Batista.
- Oficina de l'Historiador de l'Havana

Creada el 1938, l'Oficina de l'Historiador de la Ciutat va ser dirigida des dels seus inicis pel Dr Emilio Roig de Leuchsenring (1889-1964), qui havia estat elegit per a aquest càrrec el 1935.
Durant gairebé trenta anys fins a la seva mort, el 8 d'agost de 1964, aquest intel·lectual polifacètic va protagonitzar una ingent tasca pública i institucional per «fomentar la cultura havanera i impulsar i ajudar l'augment de la nacional i americana, donant a la seva actuació caràcter i projecció eminentment populars ».
- Universitat de les Ciències Informàtiques

És un centre d'estudis universitaris radicat a Ciutat de l'Havana, al municipi de Boyeros. Nascut com un projecte de la Revolució Cubana, anomenat al principi "Projecte Futur", amb dos objectius: informatitzar el país i desenvolupar la indústria del programari per contribuir al desenvolupament econòmic d'aquest. És la primera universitat cubana creada sota els propòsits de la batalla d'Idees.

## Geografia

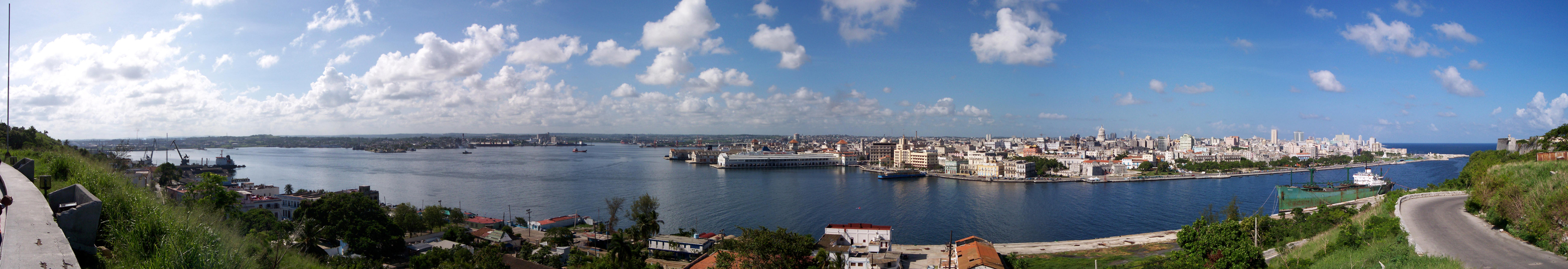
Panorama de l'Havana.

Ubicació geogràfica: Regió occidental, entre 22° 58′, 23° 10′ de latitud nord i els 82° 30′, 82° 06′ de longitud oest.
Ocupa el catorzè lloc en extensió entre les províncies amb 721,01 quilòmetres quadrats, representant el 0,7 per cent de la superfície total del país.
Límits geogràfics, aprovats en la sessió del mes de juliol de 2010 de l'Assemblea Nacional del Poder Popular:
- Al Nord: Estret de la Florida
- A l'Est: Província de Mayabeque
- Al Sud: Províncies de Mayabeque i Artemisa
- A l'Oest: Província d'Artemisa

És la província més petita del país i la més poblada, amb al voltant del 20% de la població (2.135.498 habitants). Les costes ocupen tot el límit nord a escassos metres sobre el nivell del mar, el que ha despertat preocupacions sobretot per l'impacte que el canvi climàtic pogués tenir.
Riu de major longitud: Almendares
- 49,8 km de llarg
- 402 km² d'àrea
- 3,4 m³/s de cabal
- 11 afluents
- Vessant: nord

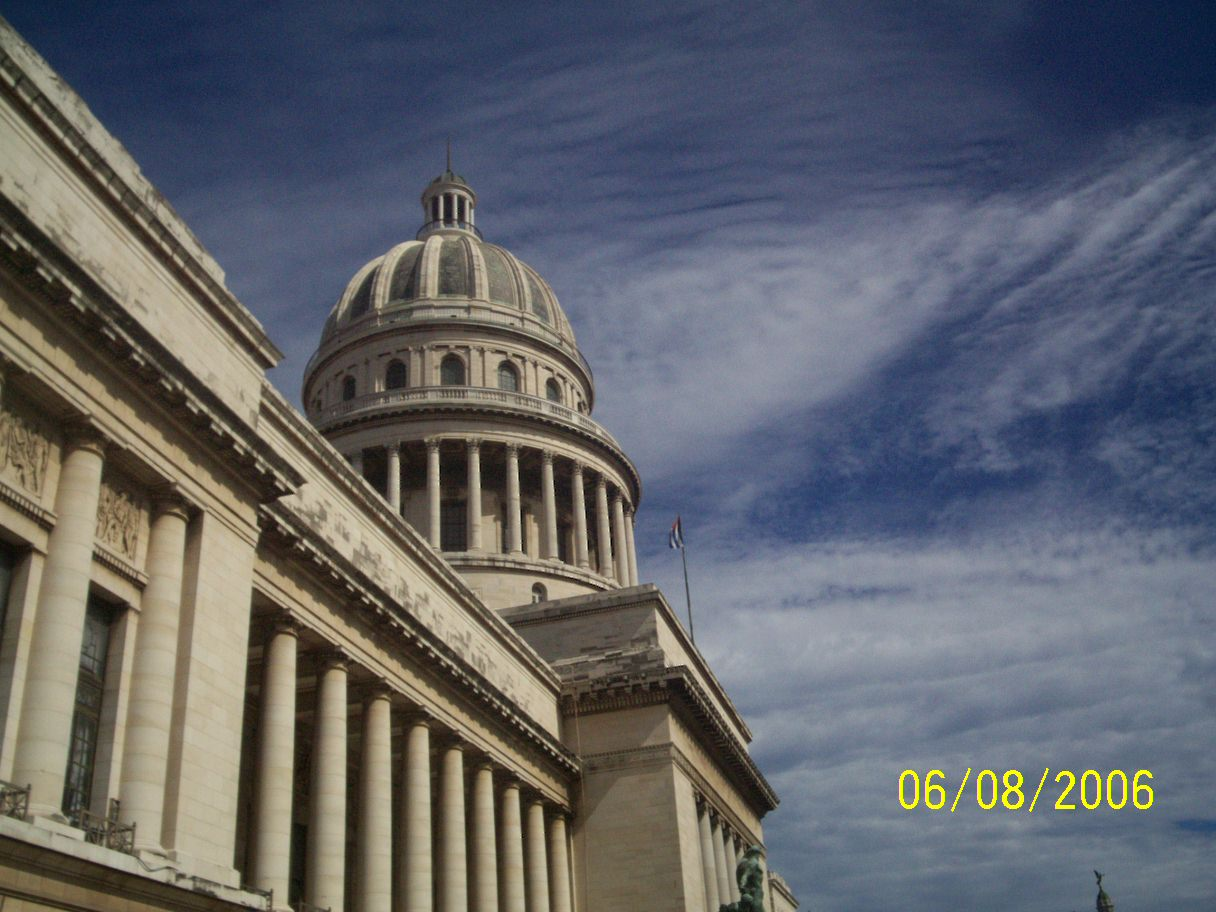
Capitoli havaner.

- Neix: en les altures de Bejucal-Matina-Coliseo, al nord-oest de San José de las Lajas, en els 23°01’ de latitud nord i els 82°16’ de longitud oest, a 80 metres d'altitud.
- Desemboca: Estret de la Florida, Boca de la Chorrera.
- Discorre: en adreça sud-nord-oest.

Major elevació: Tetas de Managua amb 210 metres d'altura (Municipi Rierol Taronger).
El seu territori està ocupat per la plana i les altures de l'Havana - Matanzas. Les costes ocupen tot el límit nord, localitza la badia de l'Havana, a l'est estan les seves platges. La seva hidrografia està representada pels rius Almendares, Martín Pérez, Quibú, Cojímar i Bacuranao, entre altres i els embassaments Bacuranao i Ejército Rebelde. Predominen els sòls no urbanitzats, són fersialítics marró-vermellosos i ferralítics vermells, en alguns sectors costaners existeixen manifestacions de cars nu. En el sud té algunes elevacions calcàries en zones com San Miguel. Propera al centre es localitza la badia de l'Havana on s'ha desenvolupat un port de gran importància.

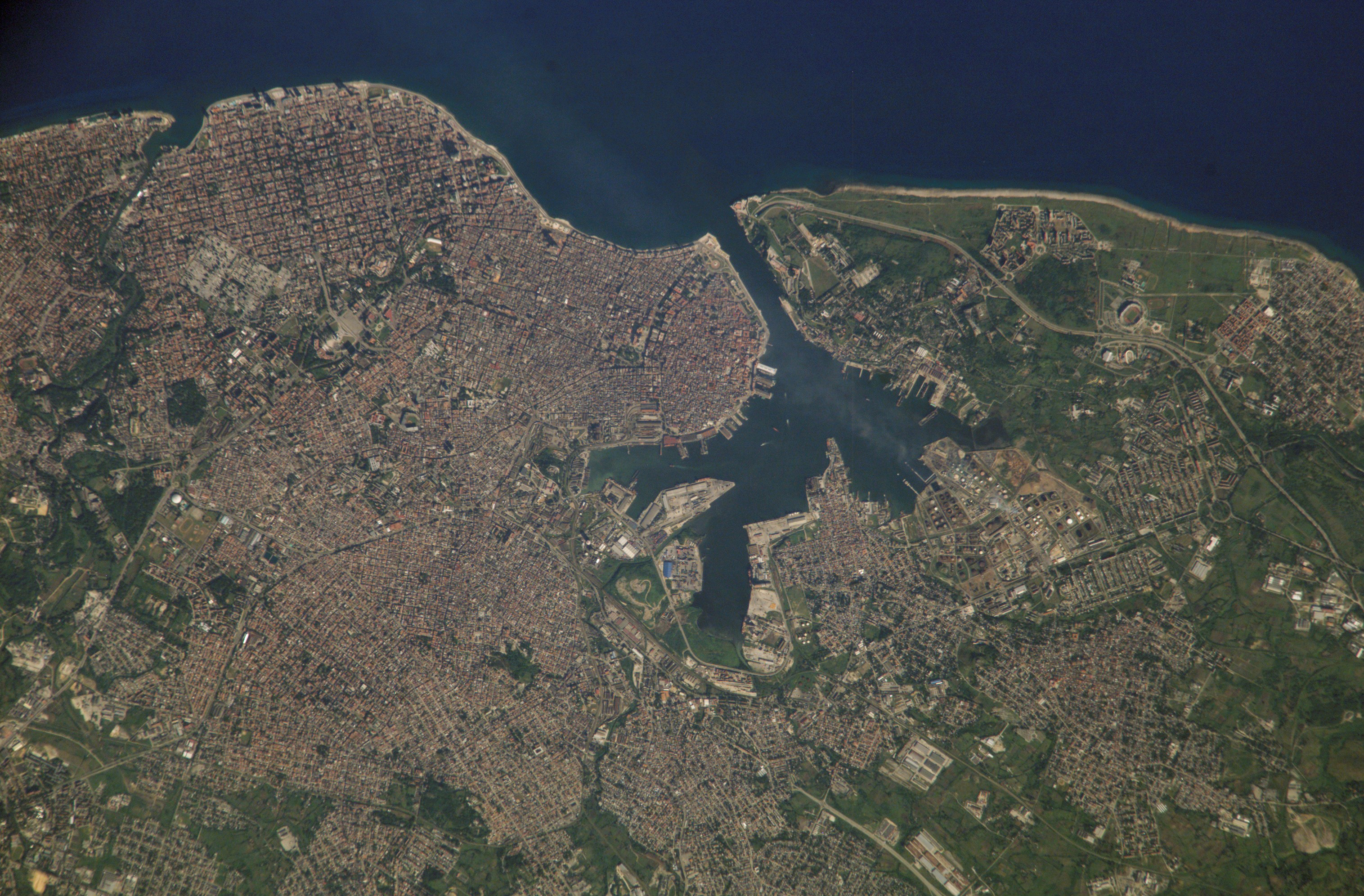
Foto satelital de l'Havana.

| Àrea urbanitzada | Àrea agropecuària i suburbana | Àrea residencial |
| 360 km²          | 417 km²                       | 310 km²          |

### Badia de l'Havana
La badia és seu del port de l'Havana, qualificat històricament com un dels més abrigats i assegurats d'Amèrica. És una badia en forma de bossa amb un canal d'entrada estret i profund. Té una situació estratègica tant geogràfica com econòmica en la confluència de l'estret de la Florida, el canal vell de Bahames i el golf de Mèxic, al costat del corrent del Golf. En el seu interior va esclatar el cuirassat nord-americà Maine el 15 de febrer de 1898, fet que va significar l'ingrés dels Estats Units en la Guerra del 95, també coneguda com a Guerra hispano-nord-americana.
La badia és considerada una de les més contaminades del món, a causa que a ella van a parar gran quantitat de deixalles de la ciutat. En l'actualitat es duen a terme diversos projectes de recuperació ambiental per a la badia de l'Havana, que inclouen recollida de deixalles sòlides, dragatge, la construcció d'una planta de tractament de residuals en el riu Luyanó i l'ús de bacteris especialitzats en la descomposició del petroli, un dels més importants contaminants.
El port de l'Havana és el més important de Cuba i durant l'època colonial va ser un dels centres estratègics per a Espanya, és per això que la badia es va protegir amb una xarxa de fortificacions molt important, que inclouen al Castell de la Real Fuerza, Castell dels Tres Reis del Morro, Castell de la Punta, la Fortalesa de San Carlos de la Cabaña, el Castell d'Atarés i altres baluards dedicats a la protecció del port i la ciutat.
Un dels elements distintius associats a la badia és el far situat a la fortalesa del Morro, la construcció del qual data del segle xviii, i que actualment funciona amb un mecanisme òptic original de procedència francesa, inclosos els mecanismes de contrapès i palanques per a la seva operació, amb un sistema d'il·luminació elèctric (únic canvi significatiu realitzat).

## Clima
L'Havana, com la major part de l'illa de Cuba, té un clima tropical temperat per la posició de l'illa entre corrents marítims càlids i dins del cinturó dels vents alisis.

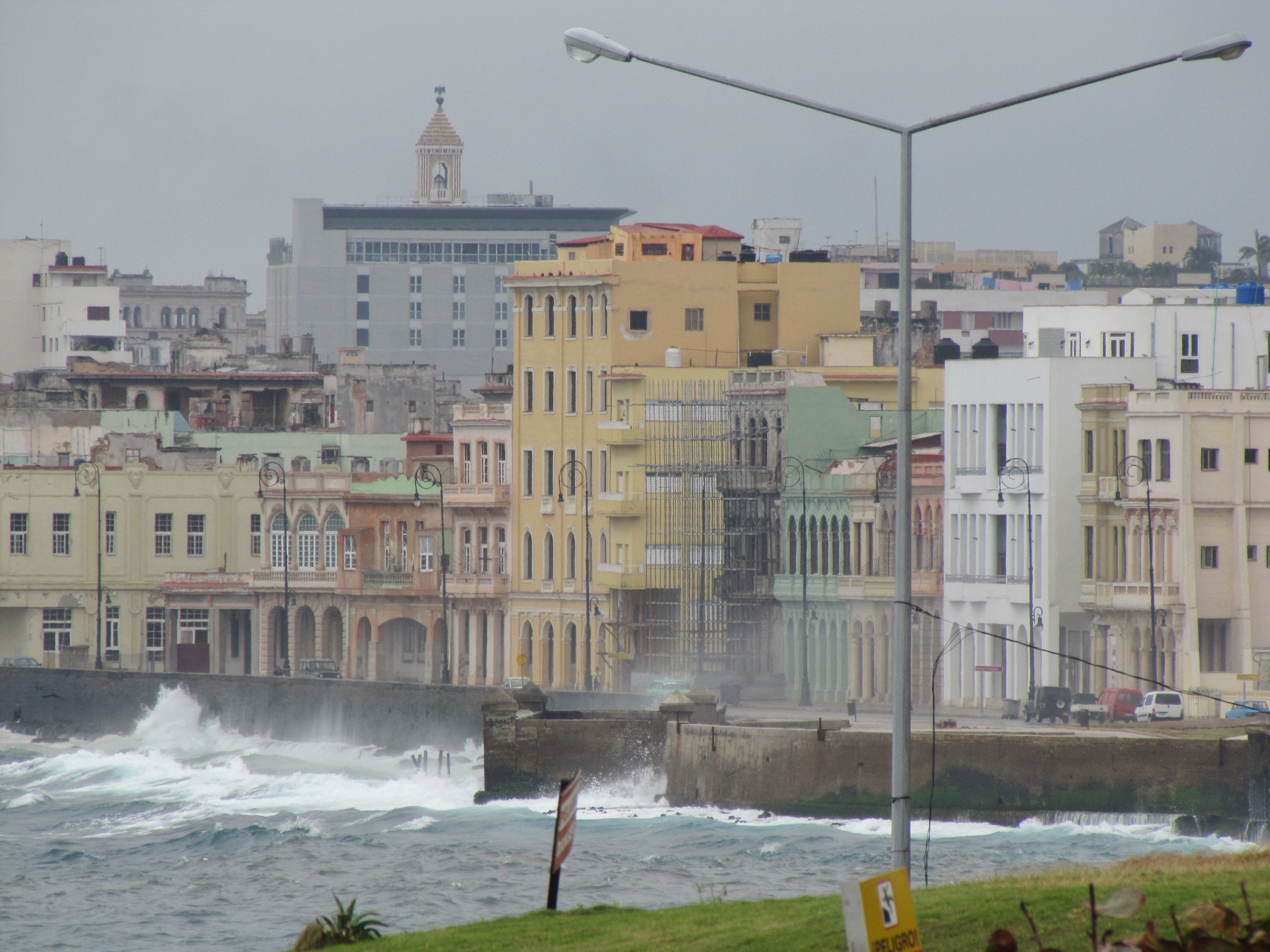
Dia plujós a l'Havana.

El clima de la ciutat és tropical com a la resta de l'illa, no obstant això rep una major influència continental a l'hivern, la qual cosa fa que les temperatures siguin més fresques en aquests mesos. El rècord de temperatura mínima registrada és de 3,7 °C a l'àrea de l'Aeroport Internacional José Martí, el gener de 2010.
A més existeix una gran influència oceànica en el clima, a causa que el corrent del Golf passa enfront de les costes de l'occident cubà. Les precipitacions són abundants a l'octubre i setembre i bastant escasses entre març i maig. Els huracans que assoten l'illa, a vegades han impactat a la ciutat o els seus voltants provocant danys considerables.
A causa de totes aquestes bondats climàtiques la ciutat és visitada durant tot l'any. A l'estiu i el Nadal s'omple de visitants d'altres províncies del país que venen a passar les vacances amb els seus familiars a la ciutat, a l'hivern i a la primavera és envaïda per turistes estrangers que s'allotgen als luxosos hotels i prenen el sol a les platges, a més de visitar museus i recórrer la ciutat.
A l'estiu, la temperatura arriba a ser en extrem calorosa a les tardes i a les zones suburbanes sobretot, perquè al centre, proper al mar, la brisa marina refresca. Les platges i les zones costaneres com "El Malecón" s'omplen de gent. A vegades, fins i tot a les fonts públiques, on es refresquen els habitants de l'Havana, la més famosa és la Cascada de l'Hotel Nacional de Cuba al carrer 23 del barri "El Vedado".
| Dades climàtiques a Havana                                       | Dades climàtiques a Havana | Dades climàtiques a Havana | Dades climàtiques a Havana | Dades climàtiques a Havana | Dades climàtiques a Havana | Dades climàtiques a Havana | Dades climàtiques a Havana | Dades climàtiques a Havana | Dades climàtiques a Havana | Dades climàtiques a Havana | Dades climàtiques a Havana | Dades climàtiques a Havana | Dades climàtiques a Havana |
| Mes                                                              | gen                        | febr                       | març                       | abr                        | maig                       | juny                       | jul                        | ag                         | set                        | oct                        | nov                        | des                        | anual                      |
| ---------------------------------------------------------------- | -------------------------- | -------------------------- | -------------------------- | -------------------------- | -------------------------- | -------------------------- | -------------------------- | -------------------------- | -------------------------- | -------------------------- | -------------------------- | -------------------------- | -------------------------- |
| Màxima mitjana °C (°F)                                           | 25.8 (78.4)                | 26.1 (79)                  | 27.6 (81.7)                | 28.6 (83.5)                | 29.8 (85.6)                | 30.5 (86.9)                | 31.3 (88.3)                | 31.6 (88.9)                | 31.0 (87.8)                | 29.2 (84.6)                | 27.7 (81.9)                | 26.5 (79.7)                | 28.8 (83.8)                |
| Mitjana diària °C (°F)                                           | 22.2 (72)                  | 22.4 (72.3)                | 23.7 (74.7)                | 24.8 (76.6)                | 26.1 (79)                  | 27.0 (80.6)                | 27.6 (81.7)                | 27.9 (82.2)                | 27.4 (81.3)                | 26.1 (79)                  | 24.5 (76.1)                | 23.0 (73.4)                | 25.2 (77.4)                |
| Mínima mitjana °C (°F)                                           | 18.6 (65.5)                | 18.6 (65.5)                | 19.7 (67.5)                | 20.9 (69.6)                | 22.4 (72.3)                | 23.4 (74.1)                | 23.8 (74.8)                | 24.1 (75.4)                | 23.8 (74.8)                | 23.0 (73.4)                | 21.3 (70.3)                | 19.5 (67.1)                | 21.6 (70.9)                |
| Pluja mitjana mm (polzades)                                      | 64.4 (2.535)               | 68.6 (2.701)               | 46.2 (1.819)               | 53.7 (2.114)               | 98.0 (3.858)               | 182.3 (7.177)              | 105.6 (4.157)              | 99.6 (3.921)               | 144.4 (5.685)              | 180.5 (7.106)              | 88.3 (3.476)               | 57.6 (2.268)               | 1.189,2 (46,817)           |
| Mitjana de dies de pluja (≥ 1.0 mm)                              | 5                          | 5                          | 3                          | 3                          | 6                          | 10                         | 7                          | 9                          | 10                         | 11                         | 6                          | 5                          | 80                         |
| Humitat relativa mitjana (%)                                     | 75                         | 74                         | 73                         | 72                         | 75                         | 77                         | 78                         | 78                         | 79                         | 80                         | 77                         | 75                         | 76.1                       |
| Font: World Meteorological Organisation (UN), Climate-Charts.com |                            |                            |                            |                            |                            |                            |                            |                            |                            |                            |                            |                            |                            |

## Demografia

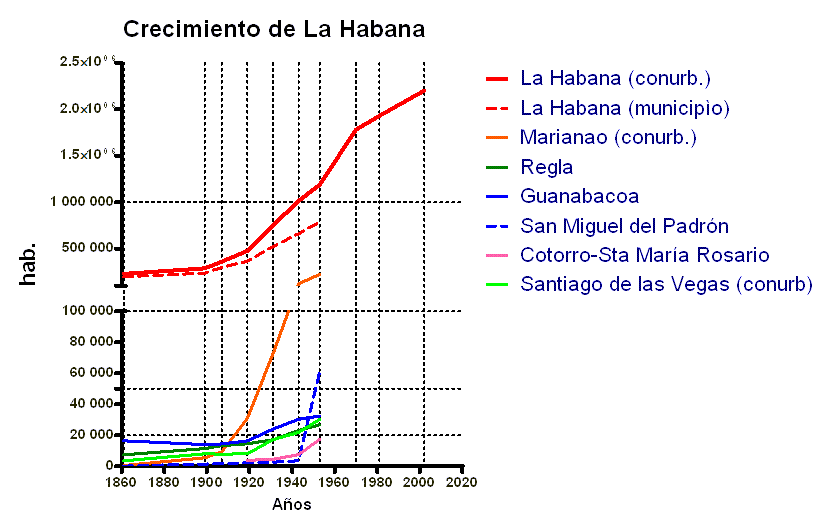
Creixement demogràfic de la ciutat de l'Havana. A partir de 1961 els antics nuclis poblacionals independents es van consolidar organitzant-se, primer a la Regió Havana Metropolitana (1961-1976), i després a la Província de Ciutat de l'Havana.

Segons el cens de l'any 2002, té 2.201.610 habitants, amb una àrea metropolitana de prop de 3 milions (que inclouria la totalitat de l'antiga Província de l'Havana), sent la segona urbs més poblada del Carib. Representa el 19,1% de la població del país.
L'Havana va rebre grans onades migratòries procedents d'Espanya durant els segles xvii al xx, fonamentalment de Catalunya, Galícia i les Illes Canàries, particularment durant les primeres dècades del segle xx. Ja en aquell moment les urbanitzacions de l'Havana van desbordar el territori del municipi de l'Havana pròpiament i es van establir, primer en el municipi de Marianao, i després en territoris del municipi de Guanabacoa. El 1943 aquesta aglomeració urbana superava el milió d'habitants. El creixement urbà ha continuat consolidant un territori urbanitzat que va unir els antics municipis de l'Havana, Marianao, Regla, Guanabacoa, Santiago de las Vegas i Santa María del Rosario-Cotorro.
La ciutat té una àmplia població de migrants interns provinents de totes les províncies del país i majoritàriament de les províncies orientals.
Una de les minories ètniques importants és la xinesa, encara que en l'actualitat només queden descendents.

## Economia

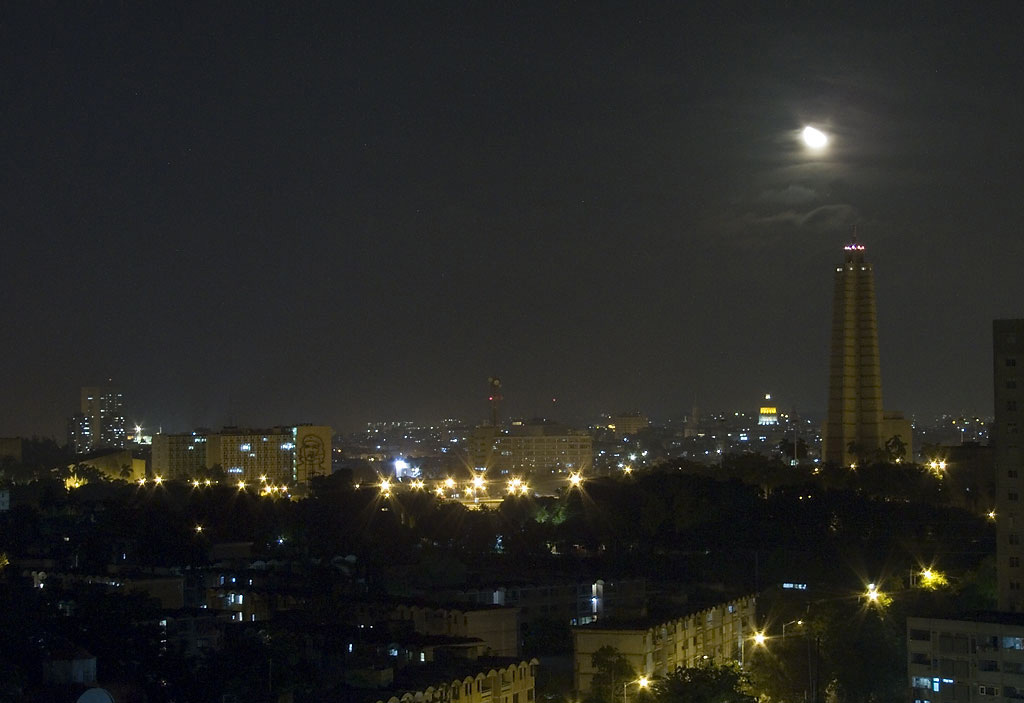
Vista nocturna de l'Havana des d'un dels edificis alts del Municipi Plaza al barri Nou Vedado.

El desenvolupament econòmic de l'Havana es va deure, en gran part, a la seva ubicació geogràfica, que la va convertir en un dels principals centres comercials del Nou Món. Des de l'inici, la ciutat va trobar una font d'enriquiment en la indústria sucrera i la tracta d'esclaus, i posteriorment quan Cuba va aconseguir la seva independència, es va transformar en una famosa destinació de vacances. Malgrat els esforços que el govern de Fidel Castro ha dedicat a portar la producció industrial a tots els racons de l'illa, l'Havana continua sent el centre d'una gran part de la producció nacional industrial. La tradicional indústria sucrera, que durant tres segles va sustentar l'economia illenca i que actualment es troba en fase de desaparició amb el tancament de més de cent centrals sucreres, està distribuïda en altres localitats. Però és a l'Havana on estan concentrades moltes de les instal·lacions que encara subsisteixen de la indústria lleugera, envasadores de productes carnis i indústries químiques i farmacèutiques.
Altres importants indústries situades a l'Havana són les plantes d'elaboració d'aliments, les drassanes, plantes d'assemblatge de vehicles, productores de begudes alcohòliques (especialment el rom), indústries tèxtils i de productes del tabac, especialment dels famosos havans, un producte de renom internacional. Encara que els ports de Cienfuegos i Matanzas s'han desenvolupat sota el govern revolucionari, l'Havana continua sent el port principal de Cuba: 50% de les importacions i exportacions passen per la ciutat. Abans de 1990, aquest port sustentava una indústria pesquera considerable ja pràcticament inexistent, en desaparèixer la flota cubana de pesca i la flota tonyinera.
Arran del col·lapse de la Unió Soviètica el 1991 i la intensificació de l'embargament nord-americà contra Cuba, l'Havana i la resta del país van experimentar la seva pitjor crisi econòmica des del triomf de la revolució el 1959. A aquesta crisi se li va denominar oficialment el Període especial en Temps de Pau. Els efectes del Període Especial i la consegüent escassetat d'aliments han tingut les seves repercussions més serioses a la ciutat de l'Havana. Aquesta ciutat, amb una població d'uns 2,5 milions d'habitants (al voltant d'una cinquena part de la població total del país), és la ciutat més gran del Carib. A més de la disminució en la producció d'aliments necessaris per proveir a la capital cubana, l'Havana sofreix també l'escassetat de petroli, necessari per transportar, refrigerar i emmagatzemar el menjar proporcionat pel sector agrícola rural. L'Havana ha estat designada com a prioritat del Programa Nacional d'Aliments i l'agricultura urbana ha estat una de les mesures preses per augmentar la seguretat alimentària de la ciutat.
A partir de la caiguda de la Unió Soviètica, el govern es va veure obligat a reanimar novament la indústria del turisme. A més durant la dècada de 1980 es va construir a l'oest de la ciutat un pol científic amb institucions del sector de la biotecnologia, que amb un alt valor agregat exporten productes tals com medicaments, equips i bovines, que competeixen amb homòlegs dels països més desenvolupats en aquest sector.
La ciutat compta amb un sector de serveis en ascens, dirigit als turistes i nacionals que posseeixin pesos convertibles (els denominats CUC), s'han establert sucursals de tota classe, des d'actuacions com Peugeot o Mercedes-Benz, fins de famoses marques de perfumeria i modes com Dolce & Gabbana, Zara o Benetton, la qual cosa ha fet renéixer antigues artèries comercials com el bulevard de San Rafael, Galiano o el carrer Obispo.

## Turisme

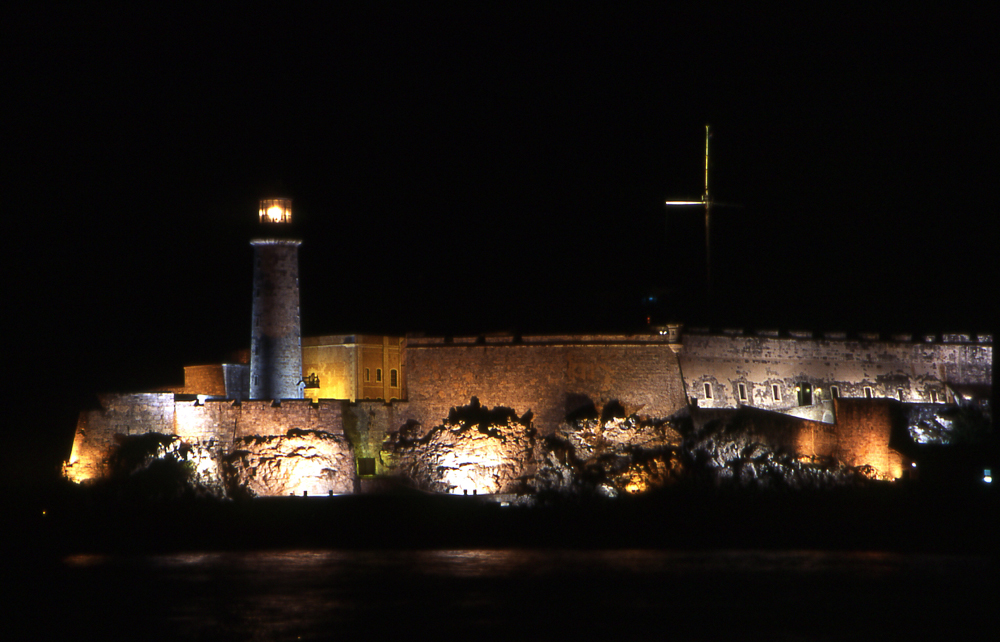
El Faro, al costat del Castell dels Tres Reis del Morro, s'ha convertit en un símbol de l'Havana.

Abans del triomf de la revolució el 1959 –i especialment entre 1915 i 1930– el turisme era una de les principals fonts de divises de Cuba (superada només pel sucre i el tabac). L'Havana era la destinació més popular del Carib, especialment per als nord-americans, els qui buscaven evadir les restriccions imposades per la "llei seca" en aquest moment.
Després d'experimentar una dràstica disminució en el flux de turisme cap a l'illa (causada, principalment, per la Gran Depressió, la fi de la llei seca als Estats Units i la Segona Guerra Mundial), l'Havana va tornar a començar a rebre visitants en nombres significatius en els anys 1950, quan el crim organitzat nord-americà es va apoderar d'una bona part de les indústries de l'oci i el turisme del país. Era l'època en què el canceller cubà solia vanar-se que l'Havana gastava tants diners en festes com qualsevol ciutat important del món. En aquests moments l'illa era la baula més segura en la cadena del narcotràfic controlada per la màfia, la destinació final de la qual era els Estats Units.

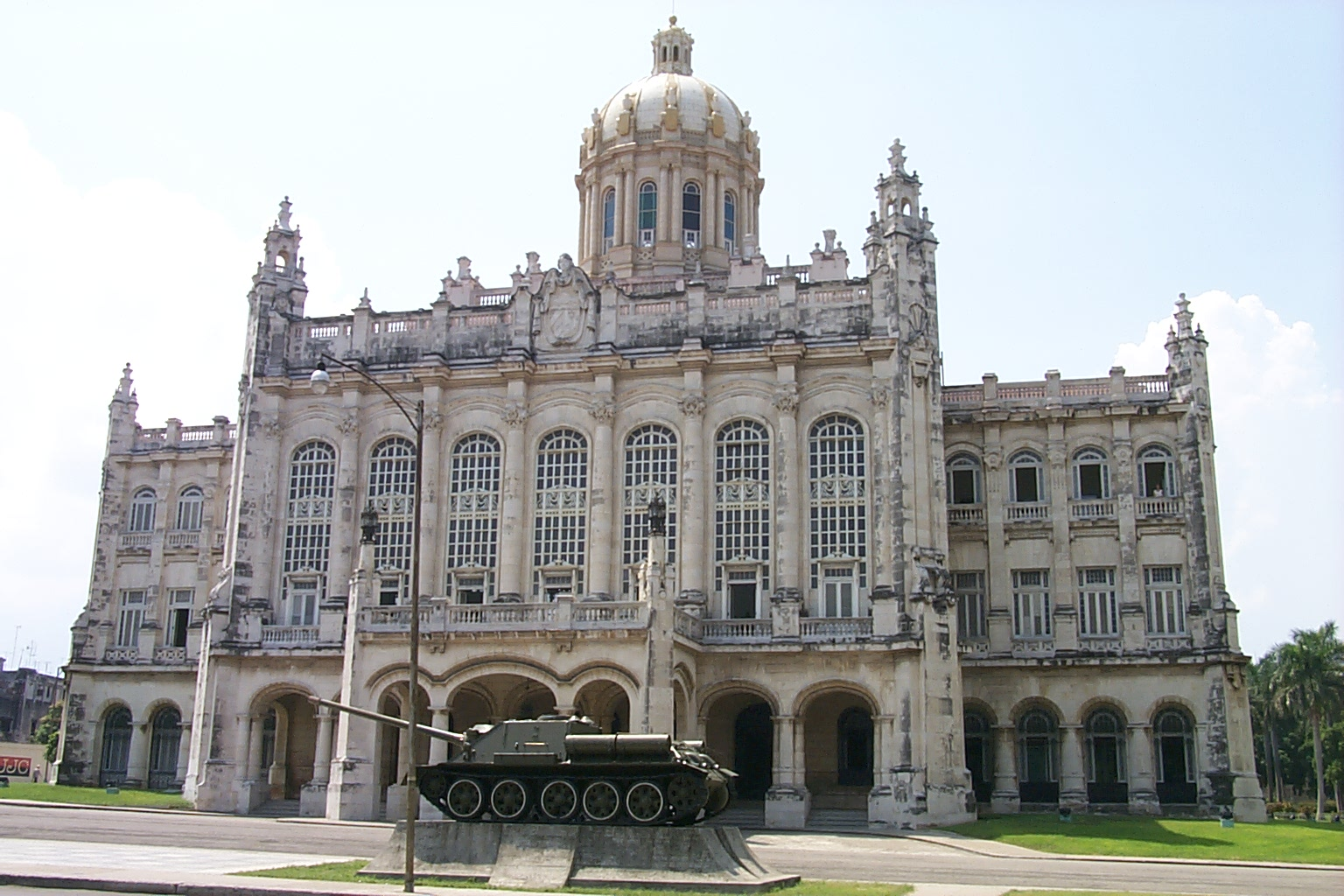
Antic palau presidencial, avui Museu de la Revolució.

Va ser l'associació del turisme amb el món del joc i la prostitució, cosa que va fer que el govern revolucionari establert el 1959 veiés aquest sector com un mal social que havia de ser eliminat completament. Molts bars i cases de joc van ser clausurats després del triomf de la revolució, i una nova institució governamental, l'Institut Nacional de la Indústria Turística, va assumir el control de molts locals.
Amb la deterioració de les relacions entre Cuba i els Estats Units i la imposició d'un embargament comercial contra l'illa el 1961, el turisme va experimentar una caiguda dràstica i no va recuperar un volum remotament semblant a l'existent abans de la revolució fins a final de la dècada de 1980. El govern revolucionari en general, i Fidel Castro en particular, es van oposar inicialment a tot desenvolupament significatiu de la indústria turística, per evitar que les noves generacions de cubans sofrissin les anomenades «desviacions ideològiques», contagiats pels turistes. A la fi dels anys 1970, no obstant això, Castro va canviar la seva posició sobre aquest tema, i el 1982 el govern cubà va aprovar un decret sobre la inversió estrangera que va obrir diversos sectors, inclòs el del turisme, al capital estranger.
Amb la creació de signatures sustentades per la inversió estrangera Cuba va començar a atreure capital per al desenvolupament hoteler i va aconseguir augmentar el nombre de turistes de 130.000 (el 1980) a 326.000 deu anys més tard.

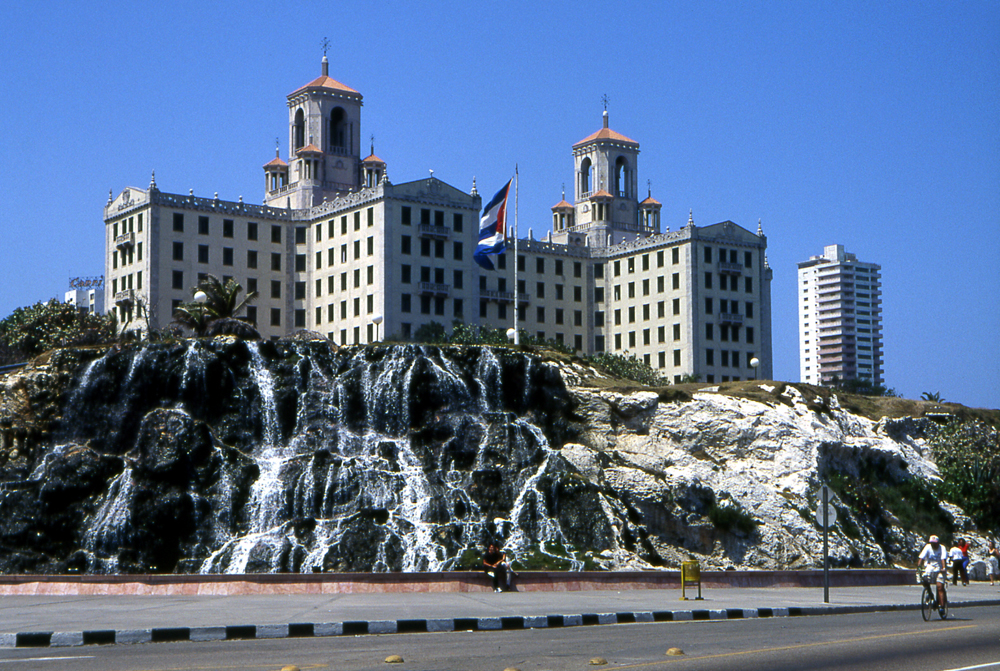
Hotel Nacional de Cuba.

Com a resultat del col·lapse de la Unió Soviètica i els seus aliats d'Europa de l'Est el 1989 i a principis dels anys 1990, Cuba es va sumir en una crisi econòmica i la seva economia va registrar una forta necessitat de divises. La solució, novament, va ser recórrer al turisme, i el govern cubà va invertir sumes significatives en el sector per atreure visitants al país. Com a conseqüència d'aquestes quantioses inversions el 1995 aquesta indústria s'havia transformat en la major font nacional d'ingressos, superant a la decadent indústria sucrera.

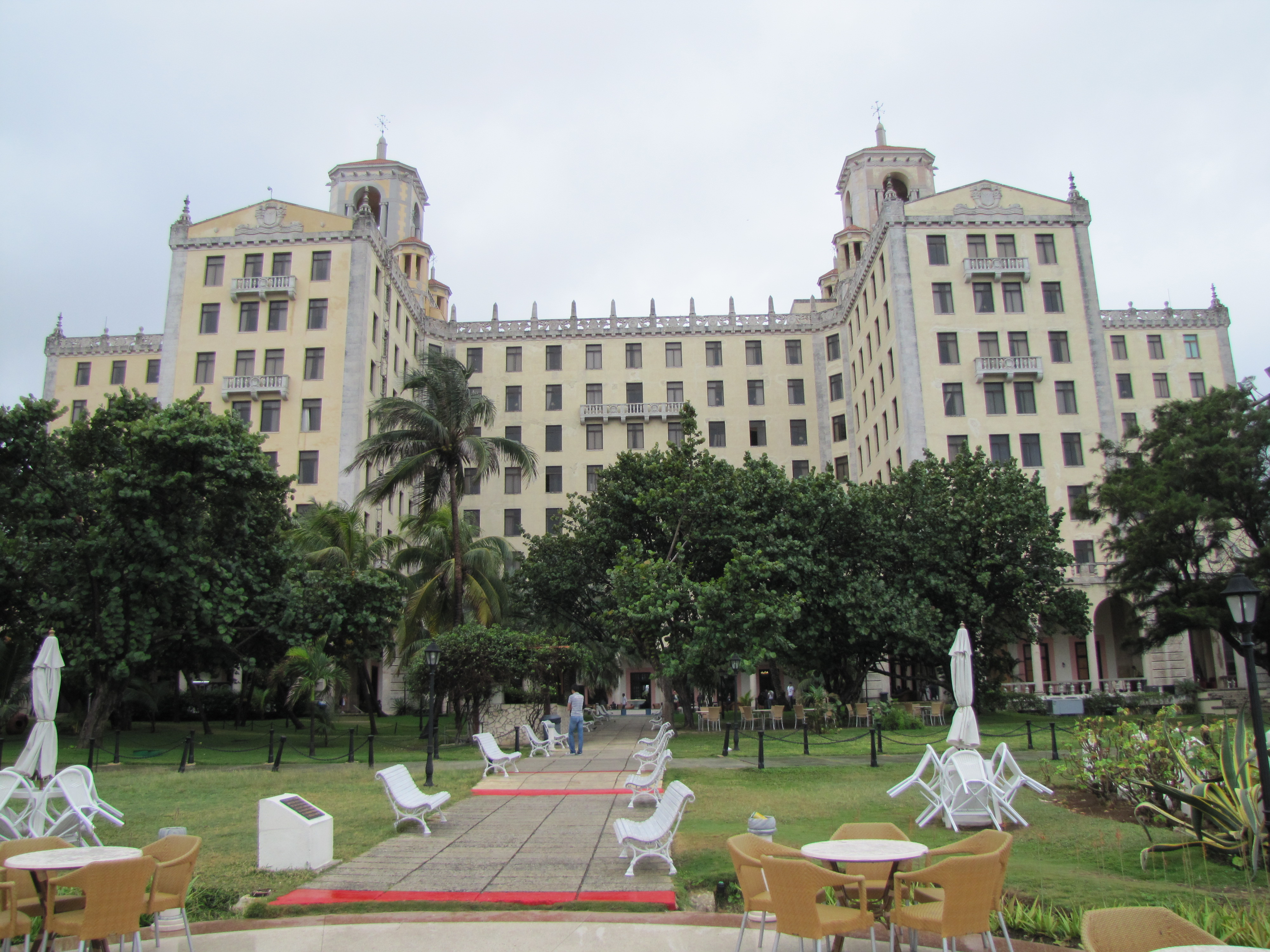
Un altre angle de l'Hotel Nacional de Cuba.

Avui dia hi ha molts hotels de luxe tant a la zona històrica, com a la platja i Miramar. L'Havana té tradicions, museus i institucions que són veritables baluards per a la humanitat, la qual cosa la fan una destinació prioritzada a l'Amèrica Llatina i el Carib. En l'actualitat la ciutat rep més d'1 milió de turistes a l'any.
També existeixen arrendataris particulars que ofereixen les seves cases als visitants forans que visiten l'illa, molts d'ells es promocionen a si mateixos o utilitzen agències promotores.

## Cultura
La ciutat és seu de diversos esdeveniments culturals de caràcter internacional tals com el Festival Internacional de Ballet de l'Havana, el Festival de Cinema de l'Havana, El Festival Jazz Plaza i El Festival Internacional de Guitarra Leo Brouwer.
Ciutat natal del poeta i escriptor modernista José Martí, i coneguda com la clau del Nou Món i mural de les Índies Occidentals per la seva ubicació estratègica, compleix com una de les ciutats més importants d'Amèrica Llatina per a esdeveniments situats a l'àrea del Golf de Mèxic.
A la ciutat també es troba la Casa de les Amèriques, institució encarregada de promoure l'art i la literatura dels pobles de parla hispana, des del riu Bravo fins a la Patagònia, i que anualment afavoreix un certamen literari conegut com a Casa de les Amèriques o senzillament Premio Casa, i del qual han estat jurat personalitats tan distingides com Gabriel García Márquez i Mario Vargas Llosa. A l'Havana a més hi ha gran varietat de centres nocturns com discoteques, cabarés, teatres, etc; on els habaners i turistes tant nacionals com estrangers passen les colorides nits de la ciutat. Existeix encara un títol nobiliari de la corona espanyola referent a aquesta ciutat, concretament Marquès de l'Havana, que data del temps de la colònia.
El Museu Nacional de Belles arts posseeix una de les millors col·leccions d'art universal en el continent i la major d'art cubà del món.
La ciutat també afavoreix anualment la Fira Internacional del Llibre de l'Havana, que després s'estén a la resta de les províncies del país. La seu principal del certamen és a la fortalesa Morro-Cabaña, a l'est de la ciutat, i té subseus a totes les llibreries de la capital.

## Municipis
La ciutat té 15 municipis.
1. Arroyo Naranjo
2. Boyeros
3. Centro Habana
4. Cerro
5. Cotorro
6. Diez de Octubre
7. Guanabacoa
8. La Habana del Este
9. La Habana Vieja
10. La Lisa
11. Marianao
12. Playa
13. Plaza de la Revolución (o solament 'Plaza')

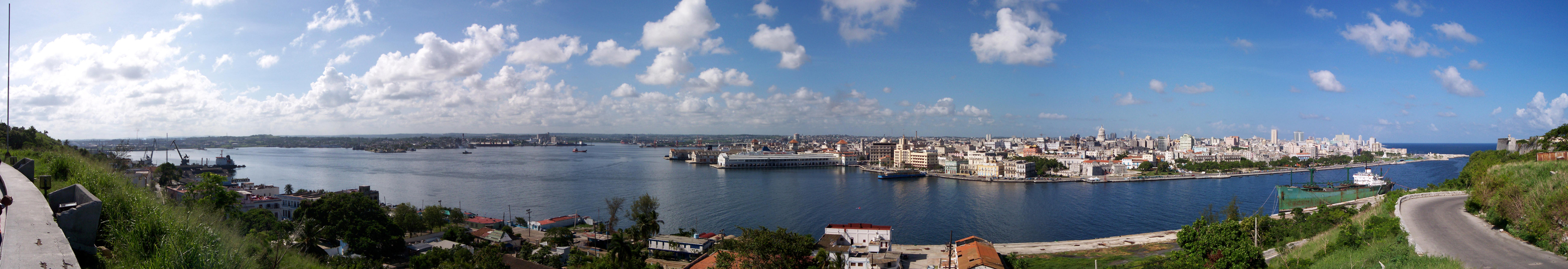
Panoràmica de l'Havana

14. Regla
15. San Miguel del Padrón

## Havanesos notables
- José Domingo Bousquet y Puig (1823-1875), violinista
- Carmen Herrera Nieto (n. 1915), pintora i artista visual

## Ciutats agermanades
- Glasgow, Escòcia
- Istanbul, Turquia
- Barcelona, Catalunya
- Cadis, Espanya
- Mobile (ciutat d'Alabama), Estats Units
- Madrid, Espanya
- Cunit, Catalunya